# Histoire de l'Olympique de Marseille
L'Olympique de Marseille (OM) est un club de football français fondé en 1897 à Marseille.
Neuf titres de championnat de France professionnel, dix Coupes de France, trois Coupes de la Ligue, trois Trophées des champions, une Coupe Intertoto et une Ligue des champions de l'UEFA en 1993 contre l'AC Milan composent le palmarès du club provençal . Le club joue au stade de l'Huveaune de 1904 à 1937, date à laquelle est inauguré le stade Vélodrome. Auparavant, le club marseillais remporte sa première Coupe de France en 1924 et devient le tout premier club provincial à s'adjuger ce titre.
L'OM est l'un des clubs qui a joué durant la saison inaugurale 1932-1933 et qui évolue encore en Ligue 1 aujourd'hui. Après un premier titre de champion de France en 1929, dans une compétition aujourd'hui disparue, le club marseillais remporte son premier Championnat professionnel en 1937, avant de descendre pour la première fois en seconde division en 1959. Une série de montées et descentes s'effectue dans les années 1960 et la décennie suivante est marquée par le premier doublé Coupe-Championnat de l'histoire du club en 1972.
Après une période noire au début des années 1980 où l'OM est proche de la faillite, l'arrivée de Bernard Tapie introduit la période la plus faste du club, avec quatre fois d'affiler le titre de champions de France ( Ligue 1 ) 1989 à 1992, une Coupe de France et la Ligue des champions 1992-1993. L'affaire VA-OM et ses conséquences économiques plongent le club en deuxième division. Après sa remontée en 1996, le club se confronte à nouveau à la justice avec l'affaire des comptes de l'OM et n'arrive plus à gagner de titre majeur, malgré notamment deux finales de Coupe UEFA (1999 et 2004). Cette période blanche prend fin avec le titre de champion de France 2009-2010 et trois victoires consécutives en Coupe de la Ligue en 2010, 2011 et 2012.
Le club est présidé par Pablo Longoria depuis le 26 février 2021, l'actionnaire majoritaire étant l'Américain Frank McCourt. L'équipe première, entraînée par Igor Tudor depuis la saison 2022-2023, évolue lors de la saison 2022-2023 en Ligue 1 pour la soixante-treizième fois de son histoire, ce qui constitue un record pour un club français.

## Histoire

### Fondation (1897-1900)

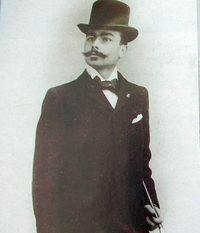
René Dufaure de Montmirail, deuxième président du club, de 1897 à 1902.

La genèse de l'Olympique de Marseille est longtemps restée inconnue. De très nombreuses sources, qui se recopient les unes les autres, indiquent une fondation du club au 31 août 1899 par René Dufaure de Montmirail, ce qui est doublement inexacte. Pourtant, en 1999, alors que le club célèbre son prétendu centenaire, le Dictionnaire historique des clubs français met au jour un « problème historiographique » sur les débuts du club, car, malgré la bibliographie abondante sur l'Olympique de Marseille, aucun auteur n'a effectué de recherches sérieuses sur les débuts du club. La plupart des ouvrages sur l'histoire du club évitent même le sujet, en faisant débuter leur récit en 1924 à la première victoire du club en Coupe de France. La date même de 1899 n'a pas toujours été celle revendiquée par le club, qui indiquait fondé en 1892 dans son papier à en-tête dans les années 1920, puis proposait 1898 entre les années 1960 et 1980.
Les débuts du club et la véritable date de fondation de l'Olympique de Marseille ne sont en fait connus que depuis 2011 et le travail de Gilles Castagno, auteur d'une encyclopédie sur le club basée sur les faits rapportés par la presse locale d'époque,. Le club a en réalité été fondé le 14 août 1897, sous le nom de Football Club de Marseille,,.
Les origines du club sont même plus anciennes, le FC Marseille étant fondé par les membres du Junior Club, lui-même fondé vers 1894,, qui décident à l'unanimité de former une nouvelle société,. Le premier président est M. Pouzergue, le maillot est noir avec une étoile mauve, et la devise est « Droit au but ». Le nom Football Club fait alors surtout référence au rugby, sport pratiqué préférentiellement par les membres. Le FC Marseille est néanmoins prêt à disputer une partie de football face à l'Union sportive phocéenne, fondée peu avant le FC Marseille, qui elle joue au football. Le premier match de football de l'histoire du club a ainsi lieu dès le 7 novembre 1897 : l'US phocéenne bat le FC Marseille par 3-1. Le 21 novembre 1897, René Dufaure de Montmirail, 21 ans, est élu à la présidence du FC Marseille, puis en novembre 1898 à celle du Comité du Littoral de l'USFSA, fédération à laquelle est affiliée le club depuis le 10 décembre 1897,.

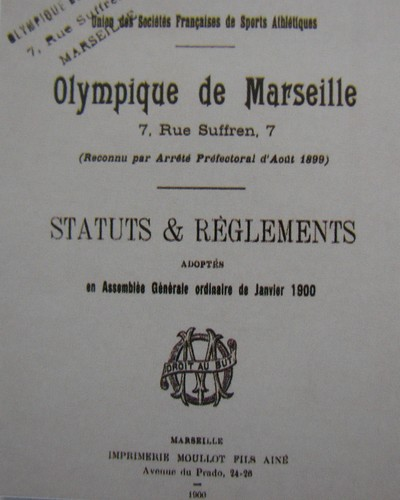
Statuts et règlements du club adoptés le 8 janvier 1900.

Le FC Marseille délaisse alors le football. Le premier championnat du Littoral de football se tient en février 1899 sans le club, seuls le Sporting Club de Marseille et l'Union sportive phocéenne étant inscrits. Le club, déclaré en préfecture des Bouches-du-Rhône en avril 1899,,, devient un club omnisports. Fin 1899, il compte déjà 125 membres et comprends des sections de football (rugby et association), athlétisme, cyclisme, escrime, cricket, aviron, boxe et tennis. Le FC Marseille reprends le football 22 mois après son dernier match, le 10 décembre 1899, par une victoire 2-0 face au SC Marseille, et s'inscrit dans la foulée en championnat du Littoral pour la saison 1899-1900.
Dans le même temps, un changement important a lieu au sein du club. Le 12 décembre 1899, en réunion du Bureau, Dufaure de Montmirail propose de changer à la fois le nom du club en Olympique de Marseille et les couleurs en maillot blanc et short noir. Le vote donne 7 oui et 1 non. Le changement n'est cependant pas effectif et doit être validé en Assemblée générale, qui a lieu le 8 janvier 1900. A l'unanimité, le FC Marseille change officiellement son nom en Olympique de Marseille,. L'article 41 des Statuts et règlements de l'OM précise que « tout sociétaire devra posséder l'insigne de la Société, dont le port est obligatoire dans les promenades, déplacements, concours et fêtes. ».Ironiquement, alors que le nom Olympique de Marseille va passer à la postérité, ce changement  est accueilli négativement par la presse, qui parle de « décision stupide », estimant que « les anciennes couleurs sont aussi jolies que les nouvelles ». En résumé, l'Olympique de Marseille a été fondé en 1897 sous le nom de Football Club de Marseille, a joué au football dès 1897, et a pris son nom actuel en 1900. Le terme Olympique est choisi car l'olympisme est alors sur le devant de la scène avec notamment les premiers Jeux de l'ère moderne qui se déroulent à Athènes en 1896.
Le premier match joué sous le nom Olympique de Marseille est une victoire 4-0 en amical le 21 janvier 1900 contre l'US phocéenne. Dans la foulée, le 18 février 1900, le club remporte son premier titre en terminant champion du Littoral devant l'US phocéenne, le SC Marseille et le Stade marseillais.
André Gascard, joueur, entraîneur, dirigeant, puis archiviste de l'OM, indique en 1961 dans Football magazine que le club omnisports de l'Olympique de Marseille est fondé en 1892 (d'ailleurs, le papier à en-tête et les cartes de membres porteront longtemps l'intitulé « fondé en 1892 ».) et que le football est véritablement pratiqué à partir de 1902, ce qui est faux, le club ayant de surcroit remporté le championnat du Littoral de 1900 à 1902.

### Débuts (1900-1914)
L'équipe de rugby est la section phare des débuts du club, avec notamment des joueurs comme Harry Baur, Camille Montade ou Fernand Bouisson. Reconnu par l'Union des sociétés françaises de sports athlétiques (USFSA) en 1894, le football, alors appelé « association », e De tous les clubs de football de la cité marseillaise, l'OM devient rapidement le club phare de la ville grâce à son organisation et son budget, reléguant le Sporting Club de Marseille, ou l'Union sportive phocéenne au second plan. Il évolue alors au stade de l'Huveaune.
En 1903, l'OM, qui vient alors de remporter son quatrième championnat du littoral consécutif (concernant les clubs de la ville de Marseille et sa banlieue), participe pour la première fois au Championnat de France de football USFSA, où il est éliminé dès le tour préliminaire sur tapis vert. Le club n'arrive pas à franchir la dernière marche en tombant en demi-finales en 1904, 1907 et 1908, mais domine sans partage au niveau régional en décrochant six titres de champion du littoral d'affilée, de 1903 à 1908. Le club rival du Stade helvétique de Marseille met fin à cette domination et accroche même trois titres de champion de France USFSA.
La Première Guerre mondiale va pratiquement interrompre toute activité sportive. Malgré ces événements, une toute nouvelle épreuve apparaît en 1917 : la Coupe de France. Cette compétition va faire de l'OM son plus illustre représentant. Le premier match voit l'OM battre l'Herculis de Monaco sur le score de 7 buts à 0. Après la Grande Guerre, l'OM échoue en finale de la dernière édition du Championnat de France USFSA face au Havre AC (4-1). L'Olympique de Marseille réalise ainsi sa première grande performance en championnat, même si la diversité des compétitions nationales relativise ce parcours.

### Premières victoires nationales (1920-1932)

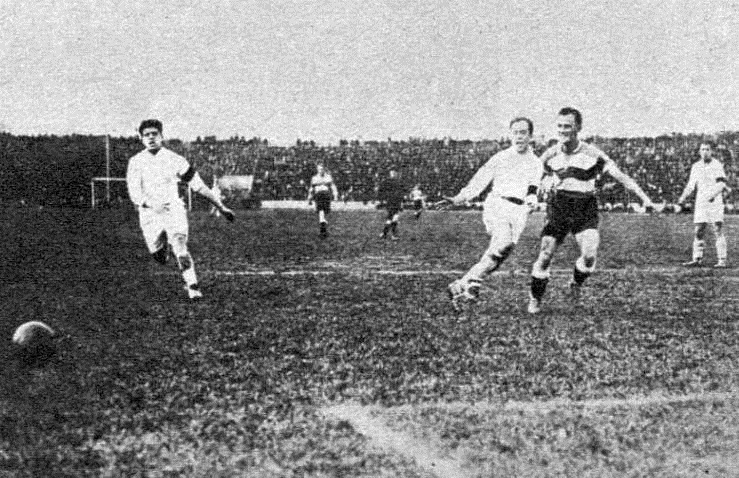
En 1924, Jean Boyer marque le deuxième but de l'OM synonyme de première victoire en Coupe de France.

C'est à partir des années 1920 que l'Olympique de Marseille acquiert une renommée sur le plan national. Marino Dallaporta devient président en 1921 et engage une politique d'achat de vedettes, imitant ainsi la politique du grand rival sétois, en recrutant à Paris pour la nouvelle saison 1923-1924 Édouard Crut et Jean Boyer, le premier étant international militaire, le second ayant participé à la victoire historique de la France contre l'Angleterre en mai 1921 en marquant l'un des deux buts français.
L'OM remporte à trois reprises la Coupe de France en 1924, 1926 et 1927, devenant ainsi le premier club de province à s'adjuger ce trophée, ainsi que le premier club à se faire remettre la Coupe par le Président de la République. Marseille redevient la place forte du football régional en accrochant deux titres de champions du Sud-Est. L'OM poursuit sur sa lancée en remportant le championnat de France amateur en 1929 contre le Club français.

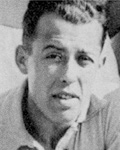
Edouard Crut offre à l'OM ses premières Coupes de France dans les années 1920.

Afin de remplacer le prolifique attaquant Edouard Crut parti à Nice, Charles Elkabbach, père du journaliste Jean-Pierre Elkabbach et vice-président de l'OM de l'époque, repère le jeune Joseph Alcazar qui évolue au Club Athlétic Liberté d'Oran à un poste défensif en 1927. C'est pourtant en tant qu'attaquant que Pepito, comme il fut surnommé, va littéralement porter l'OM de la fin des années 1920 jusqu'à son départ pour Lille en inscrivant 67 réalisations en 95 matchs professionnels de Division 1. Rappelons que le professionnalisme n'arrive qu'à partir de 1932. Alcazar, qui est le premier joueur venu d'Afrique du Nord à porter le maillot de l'OM, devient également le premier joueur de l'OM à participer à une Coupe du monde avec l'équipe de France en 1934. Ses performances sur le terrain ainsi que ses traits de personnalités (il est célèbre pour avoir été bègue et avare) font d'Alcazar, qui a la particularité d'être le grand oncle de José Anigo, le premier véritable personnage dans l'histoire de l'OM.

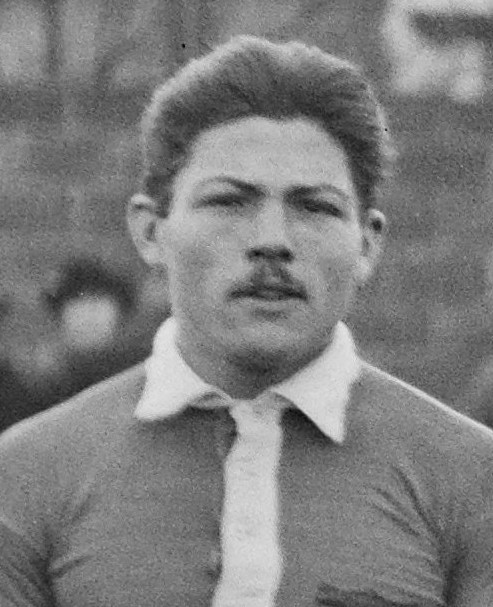
Jules Dewaquez remporte deux Coupes de France et un championnat avec l'OM en 1929.

Le début des années 1930 est marqué entre autres par une rencontre de Coupe de France contre le Club français. En effet, ce huitièmes de finale face au club parisien s'est joué à quatre reprises sans compter un match remis à Strasbourg pour cause de terrain impraticable le 8 mars 1931. Pourtant, dès le deuxième match, le 22 février, l'OM s'impose 2-0 sur les terres du Club français au Stade Buffalo. En alignant l'Allemand Vernicke, non qualifié, l'OM aurait pu connaître une élimination sur tapis vert, mais la partie fut donnée à rejouer. La décision se fait le 22 mars 1931 à Colombes devant une grosse dizaine de milliers de spectateurs. Marseille ouvre la marque par Alcazar ou Gallay, selon les sources. Mercier égalise. En prolongations, la quatrième jouée lors de cette opposition, le Hongrois Miklos Boros inscrit le but décisif pour les parisiens.
Au début des années 1930, l'OM s'impose encore dans le Championnat Sud-Est. Tous ces succès permettent à l'OM d'adhérer au groupement des clubs professionnels et d'intégrer le nouveau Championnat de France professionnel créé en 1932. Cette adhésion, donnant le statut de club professionnel au club olympien, entraîne un remaniement de toute son organisation avec la nomination d'un président, d'un secrétaire général et d'un trésorier.

### Le second âge d'or et le professionnalisme (1932-1940)

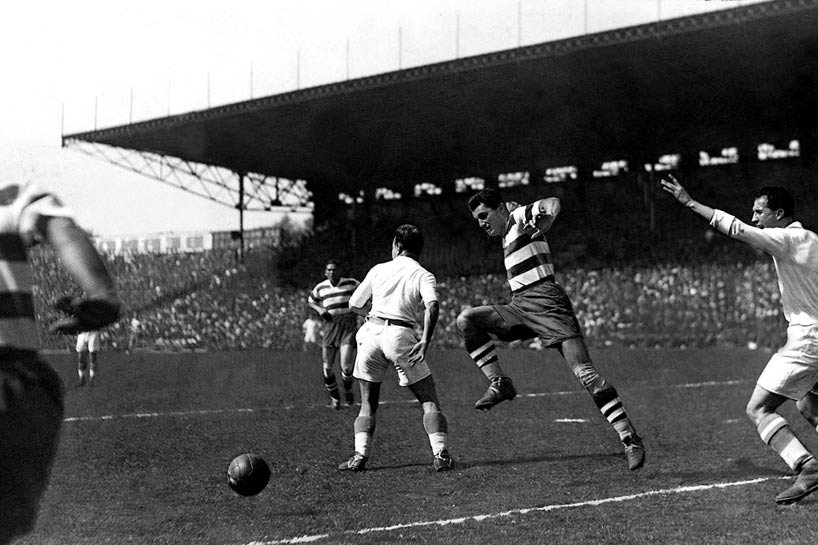
Scène de la finale de Coupe de France en 1934 entre le FC Sète et l'OM.

Ce championnat national est divisé en deux poules. Pour sa première saison en professionnel dans ce tout nouveau championnat, l'OM affronte dans son groupe des clubs comme le FC Sète, le Racing Club de France, Hyères, Mulhouse, l'Excelsior de Roubaix ou encore le SC Nîmes. À l'issue de la saison, les olympiens terminent second de leur poule et c'est Lille qui devient champion derrière le futur champion de France, l'Olympique lillois, bien qu'ils les aient battus en match d'ouverture sur un score de 7 buts à 0.
Les années 1930 vont représenter le second âge d'or de l'OM comme en témoignent les quatre finales disputées (dont deux victorieuses), le titre de champion en 1937 et les quatre fois où l'OM termine deuxième du championnat. L'OM de ces années recrute principalement des joueurs venant de trois zones géographiques distinctes : l'Europe de l'Est, l'Afrique du Nord et la Provence.

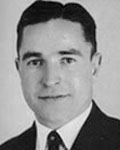
József Eisenhoffer a été joueur puis entraîneur de l'OM des années 1930.

L'Europe de l'Est, dont les sélections de la Hongrie et de l'Autriche dominent le paysage footballistique mondial de l'époque, offre à l'OM de nombreux joueurs talentueux à l'image de l'ailier gauche József Eisenhoffer qui attirera derrière lui les attaquants hongrois Willy Kohut et Edmond Weiskopf ou encore l'entraîneur autrichien Vinzenz Dittrich. Concernant la zone nord-africaine, il s'agit des buteurs Emmanuel Aznar, Mario Zatelli, Larbi Ben Barek mais aussi du milieu offensif Émile Zermani ou encore des défenseurs Ben Miloud Salem et Abdelkader Ben Bouali. Enfin, l'OM s'est appuyé sur des joueurs issus de la région comme Laurent Di Lorto, Max Conchy et Henry Conchy ou encore Georges Dard.
József Eisenhoffer, surnommé Eisie, arrive à l'OM en décembre 1932 en provenance de l'Hakoah Vienne contre la somme de 30 000 francs après avoir été repéré durant un match amical disputé contre l'OM au stade de l'Huveaune le 30 octobre 1932, match durant lequel il éblouit la direction phocéenne. Eisie évoluera ensuite sept saisons sous les couleurs de l'OM et sera l'un des chefs d'orchestre du secteur offensif marseillais avant de devenir entraîneur du club et d'offrir à l'OM son premier titre de champion en tant que club professionnel en 1937. La saison 1933-1934 des Marseillais est la saison du doublé raté, avec le FC Sète comme bourreau des Marseillais. Le quotidien L'Auto annonce clairement en une dès le 29 avril 1934 après la victoire 7 buts à 3 sur le Sporting Club nîmois : « L'Olympique de Marseille est virtuel champion de France ». Sète ne compte en effet qu'un petit point d'avance et une différence de buts défavorable alors qu'il reste encore trois matchs à jouer pour l'OM, aucun pour Sète. Il suffit à Marseille un match nul lors de ces trois matchs en retard pour fêter le titre. Les Sétois apprendront la nouvelle lors d'une tournée en Afrique, après une victoire contre ces mêmes Marseillais en finale de la Coupe de France : l'OM a perdu ses trois matchs en retard, Sète est sacré champion de France.

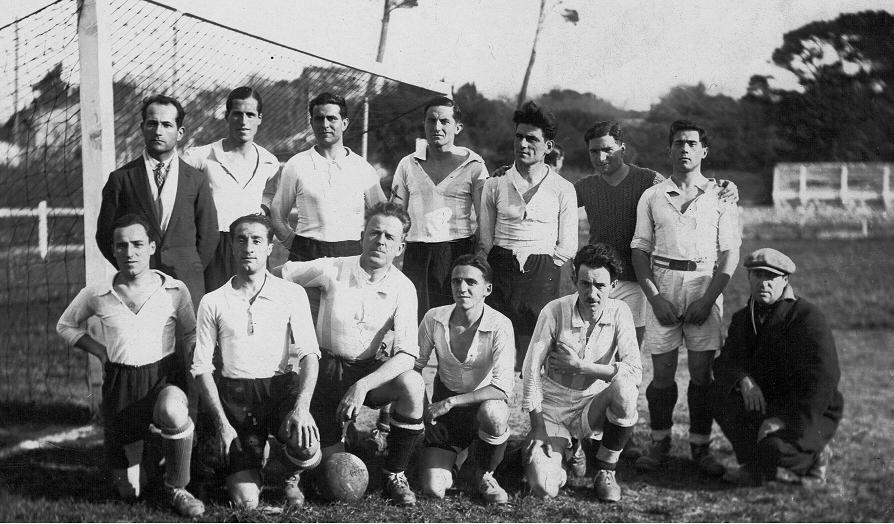
L'Olympique de Marseille en 1935.

L'OM remporte finalement son premier championnat de France en 1937 grâce à un meilleur rapport entre buts marqués et encaissés par rapport au FC Sochaux (1,76 contre 1,33). Le 13 juin 1937, l'OM prend ses quartiers au stade Vélodrome, doté d'une capacité de 35 000 places, lors d'un match amical contre le Torino Football Club (2-1). Entre-temps, l'OM confirme sa réputation de « club de coupe » en remportant de nouveau la Coupe de France en 1935 (il devient le club le plus titré de cette compétition avec le Red Star) et 1938. L'équipe, malgré le départ de son gardien Di Lorto pour le FC Sochaux, est renforcée par l'arrivée du jeune attaquant français Mario Zatelli, du gardien de but Brésilien Jaguaré Vasconcellos et de l'attaquant Marocain Larbi Ben Barek, surnommé la « perle noire ». Les Olympiens sont vice-champions en 1938 et 1939.

### Les années 1940
Le football continue malgré la Seconde Guerre mondiale, et la réquisition du stade Vélodrome par les forces armées. De retour au stade de l'Huveaune, Marseille termine deuxième du championnat de la zone Sud-Est 1939-1940, avec l'apparition pour un seul match d'Ahmed Ben Bella, futur président algérien, et échoue en finale de la Coupe de France face au RC Paris (2-1). En 1941, l'OM est champion de France de la zone libre ; néanmoins, ce titre n'est pas comptabilisé dans le palmarès olympien. En 1942-1943, l'attaque olympienne se montre prolifique : 100 buts sont inscrits en championnat, dont 20 au cours d'un unique match contre Avignon, qui s'achève sur le score de 20-2 ; Emmanuel Aznar inscrit neuf buts. Dans le même temps, le club remporte sa sixième Coupe de France contre les Girondins de Bordeaux (4-0), ceci grâce à une nouvelle génération de footballeurs de valeur comme Roger Scotti ou encore Georges Dard. La saison 1943-1944 voit l'apparition d'équipes fédérales mises en place par le régime de Vichy, qui remplacent les clubs dans le championnat de France ; plusieurs Olympiens évoluent alors dans l'Équipe fédérale Marseille-Provence. Ces équipes fédérales sont dissoutes à la Libération. En 1945, l'OM dispute la Coupe de la Libération (renommée ensuite Coupe de la Victoire) et perd en finale au stade de l'Huveaune face au FC Metz.
Après une neuvième puis une sixième place, l'OM redevient champion de France en 1948, onze ans après son dernier titre, grâce à un match nul obtenu dans les derniers instants d'un match contre le FC Sochaux et deux succès contre le CO Roubaix-Tourcoing (6-0) et le FC Metz (6-3). Les Phocéens prennent la troisième place l'année suivante. En 1949, le président olympien Louis-Bernard Dancausse, lance un second club professionnel, le Groupe Sporting Club Marseillais, surnommé « Marseille II », qui devient rapidement une simple réserve de l'OM, et qui disparaît dans l'anonymat en 1951.

### Première descente en Division 2 (1959)

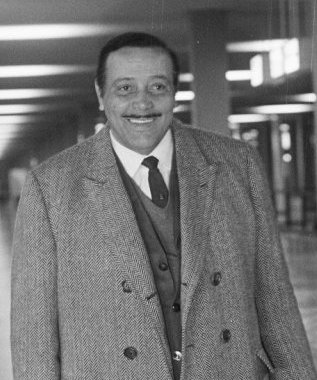
Le technicien brésilien Otto Glória a permis à l'Olympique de Marseille de remonter parmi l'élite en 1962.

En 1952, l'OM échappe de peu à la relégation en deuxième division, notamment grâce à son buteur suédois Gunnar Andersson (meilleur buteur de ce championnat), et réussit à sauver sa place au plus haut niveau lors des barrages contre le Valenciennes FC : l'OM perd 3-1 au match aller avant de s'imposer 4-0 au match retour. Cette saison est ponctuée d'une lourde défaite face à l'AS Saint-Étienne, venu s'imposer à Marseille 10 buts à 3.
En 1953, l'attaquant suédois Gunnar Andersson conserve son titre de meilleur buteur en inscrivant 35 buts, soit 56 % des buts marseillais. L'OM parvient en finale de deux compétitions : la Coupe de France en 1954, perdue 2-1 contre l'OGC Nice avec le retour de Ben Barek, et la Coupe Charles Drago en 1957, gagnée 3-1 contre le Racing Club de Lens.

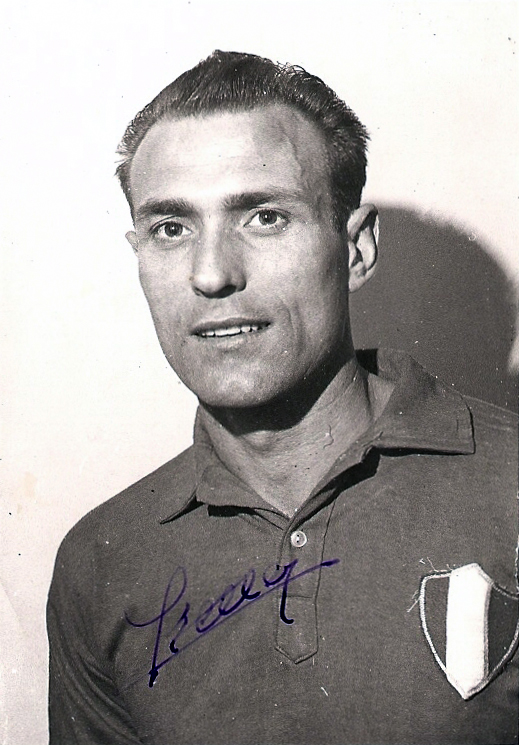
Malgré ses 20 buts, Antoine Keller et l'OM ratent de peu la remontée en D1 en 1964.

Malgré ces coups d'éclats en coupes, l'OM n'arrive pas à concrétiser sa valeur en championnat. Après un maintien obtenu à la dernière journée en 1958, Marseille descend pour la première fois de son histoire en deuxième division en 1959. Même la Coupe ne réussit plus à l'OM : il tombe au premier tour face au Perpignan Canet Football Club (2-1), alors lanterne rouge de la deuxième division. Les Marseillais font péniblement leurs débuts en deuxième division en terminant dixièmes.
Après une première tentative en 1961, les marseillais remontent en première division en 1962 grâce à l'arrivée du technicien brésilien Otto Glória. En effet, ce dernier prend la direction de l'Olympique de Marseille en février 1962 avec pour objectif de faire remonter le club de la cité phocéenne en première division. Durant les quatre mois passés avec le club phocéen, il ne perd qu'un seul match (contre Angers en Coupe de France) grâce notamment au buteur Étienne Sansonetti auteur de 16 réalisations en 38 rencontres. Gloria atteint alors son objectif de remontée en Division 1. Cependant, il quitte Marseille en juillet 1962 pour entraîner le Vasco de Gama au Brésil. Il est alors remplacé par Armand Penverne sur le banc de l'OM. Mais les résultats ne sont pas au rendez-vous et ce dernier quitte à son tour son poste et se trouve remplacé par l'espagnol Luis Miró arrivé du FC Barcelone. Les résultats ne s'en trouvent pas améliorés et logiquement les marseillais redescendent de nouveau en 1963 en Division 2 en se classant derniers du championnat, malgré une première participation européenne en Coupe des villes de foires qui voit leur élimination dès le premier tour en matchs aller-retour face aux Belges de l'Union Saint-Gilloise, sur un score cumulé de 4 buts à 3.
Pour la saison 1963-1964, les hommes de Jean Robin ratent de peu la remontée en Division 1 en terminant le championnat à la cinquième place malgré les 20 buts de son buteur international français Antoine Keller. A l'intersaison suivante, le club phocéen subit de nombreux changements au niveau de l'effectif avec le départ de Dogliani, Milazzo ou encore Keller ainsi qu'au niveau du banc avec le départ de Jean Robin qui part entraîner l'AS Mazargues. La saison 1964-1965 voit l'OM flirter avec la zone de relégation en Division 3.

### Les années Leclerc (1965-1972)

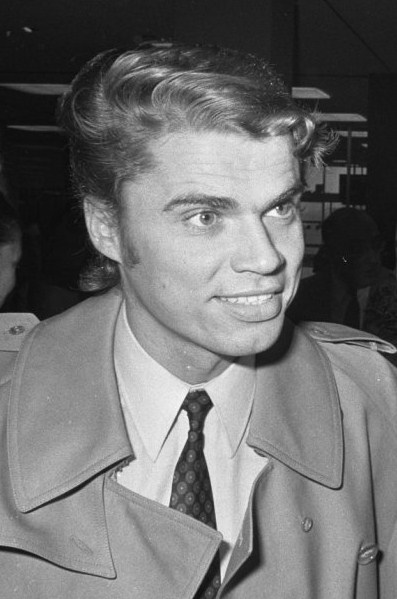
L'ailier suédois Roger Magnusson remporte 4 titres avec l'OM entre 1969 et 1972.

Marcel Leclerc, chef d'entreprise à Marseille, décide de prendre la tête de l'institution Olympique de Marseille en 1965 alors que le club végète en deuxième division et vient de faire une saison des plus catastrophiques : les Olympiens terminent en effet quatorzième du classement. Progressivement, l'ambition de Leclerc permet au club marseillais de remonter en première division en 1966 puis de remporter sa septième coupe de France en 1969. En 1969-1970, l’OM dirigé par Mario Zatelli termine vice-champion de France derrière les Stéphanois. Cette saison-là, les bonnes performances du club olympien sont liées à un secteur offensif très prolifique composé de l’attaquant camerounais Joseph Yegba Maya, de Charly Loubet, de Josip Skoblar ou encore du suédois Roger Magnusson.

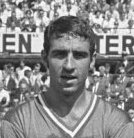
L'ancien Stéphanois Bernard Bosquier rejoint le rival marseillais en 1971.

La saison suivante, après une lutte acharnée contre le rival stéphanois, les joueurs de Lucien Leduc décrochent le titre de champion de France en 1971 grâce notamment à un duo d'attaquants composé de Josip Skoblar et de Roger Magnusson. Sur la scène européenne, les phocéens sont éliminés au premier tour de la Coupe UEFA par le Spartak Trnava.
En 1971-1972, l'OM participe pour la première fois à la Coupe d'Europe des clubs champions. De ce fait, les dirigeants marseillais frappent un grand coup sur le marché des transferts en recrutant le portier international français Georges Carnus et le défenseur central international français Bernard Bosquier en provenance du rival historique stéphanois. Cette saison-là, l'Olympique de Marseille réalise pour la première fois de son histoire le doublé coupe-championnat en remportant la Coupe de France. Cependant, l'Olympique est éliminé au deuxième tour de la Ligue des champions par l'Ajax Amsterdam.
Pour la saison 1972-1973, l'OM s'attache les services du goléador stéphanois Salif Keita et du défenseur international français Marius Trésor. Les marseillais finissent à la troisième place du classement de Division 1 et sont éliminés dès le premier tour de la Ligue des champions par la Juventus Turin. Accusé de détournement de fonds, le président du club Marcel Leclerc est contraint de démissionner en 1972. Il est condamné en 1976 pour le détournement, au préjudice de l'OM, de 3,3 millions de francs.

### Des résultats en dents de scie (1972-1980)

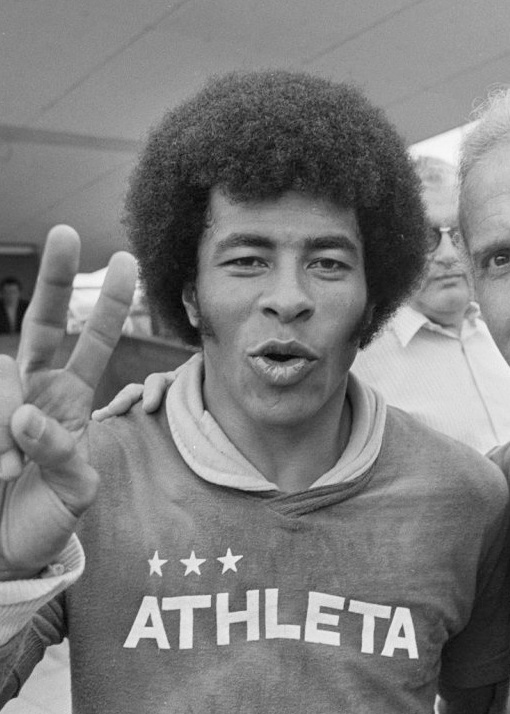
Champion du monde en 1970 avec le Brésil, l'ailier international brésilien Jairzinho rejoint l'OM en 1974.

La saison 1973-1974 est difficile pour les Olympiens. Avec les départs de Magnusson et de Keita, le club se classe douzième du championnat. En Coupe UEFA, le club phocéen est éliminé par les Allemands du FC Cologne avec notamment une lourde défaite à Cologne sur le score de 6-0.
La saison suivante est tout autre, l'OM tape fort sur le marché des transferts et s'offre deux pointures internationales en attaque.
Paulo César signe à l'OM pour 600 000 dollars. Afin qu'il n'attrape pas le mal du pays, Fernand Méric décide de faire signer en octobre 1974 son compatriote auriverde, l'attaquant international brésilien Jairzinho, meilleur buteur à la Coupe du Monde 1970 avec le Brésil, qui signe à l'OM pour 1 250 000 francs. Le 13 mai 1975, lors du quart de finale retour de la Coupe de France contre le Paris Saint-Germain, Jairzinho est accusé d'avoir agressé un juge de touche. Il proclame son innocence mais est reconnu coupable et condamné à deux ans de suspension dont un avec sursis. Ce jugement signifie la fin de son passage à Marseille. Grâce à ses stars brésiliennes, le club marseillais finit vice-champion de France derrière l'AS Saint-Etienne.
Au cours de la saison 1975-1976, l'OM finit seulement neuvième du classement. La seule éclaircie de la saison est la neuvième coupe de France qui est remportée grâce notamment aux performances réalisées par l'attaquant international argentin Hector Yazalde. Les saisons d'après sont également difficiles pour l'OM qui se positionne à la douzième place du classement puis quatrième la saison qui suit. En 1979, le retour de Jules Zvunka fait remonter la pente à un OM moribond qui termine à nouveau à la douzième place du classement à l'issue de la saison 1978-1979.

### Les années noires (1980-1986)
Le début des années 1980 est plus que compliqué pour les Phocéens qui se voient relégués en deuxième division à l'issue de la saison 1979-1980. L'OM reste englué dans la zone de relégation tout au long de la saison malgré la présence de joueurs tels que Marius Trésor, Didier Six, Michel N'Gom ou Anders Linderoth.
Au mercato d'été 1980, le club marseillais se sépare de ses leaders Trésor, Six, Berdoll ou encore Fernandez. La saison débute mal et l'entraineur olympien Jean Robin est remplacé dès septembre par Albert Batteux. Les résultats s'améliorent mais le club est placé en liquidation judiciaire en avril 1981. Par conséquent, tous les joueurs et le personnel du club sont mis au chômage. En deuxième division, la direction du club décide alors de mener une politique de promotion des jeunes en intégrant dans l'équipe première les « Minots », vainqueurs de la coupe Gambardella deux ans plus tôt, où figurent notamment Christian Caminiti, José Anigo, Éric Di Meco, Marcel De Falco ou encore Jean-Charles De Bono. Ces jeunes évitent la relégation en troisième division en ne perdant aucune des six dernières rencontres de la saison, battant même Montpellier nouveau promu (3-1) et permettent à l'entité marseillaise de finir sixième du championnat de Division 2A, insuffisant pour remonter parmi l'élite,.
La saison suivante, l'OM dirigé par Roland Gransart réalise une bonne saison grâce à son buteur Marc Pascal. Les joueurs marseillais connaîtront néanmoins un creux en milieu de saison, ce qui les empêchera de remonter en Division 1 puisqu'ils termineront à la troisième place d'un championnat où seuls les deux premiers peuvent monter. En 1982-1983, c'est cette fois-ci le début de saison difficile des marseillais qui entraînera une quatrième position au classement final du championnat de Division 2.
À l'été 1983, le président Jean Carrieu recompose une équipe avec notamment Sarr Boubacar et François Bracci comme recrues, et le club retrouve sa place dans l'élite au terme d'une saison prolifique en buts. En effet, le trio offensif marseillais est composé de l'ailier sénégalais Sarr Boubacar, de Marc Pascal et du serbe Žarko Olarević qui inscrivent respectivement 25, 23 et 20 réalisations.
Pour son retour dans l'élite du football français, les dirigeants olympiens décident de garder une grande partie de l'effectif qui a permis la remontée. Néanmoins, les résultats ne sont pas là et en octobre 1984, le technicien Pierre Cahuzac devient le nouvel entraîneur de l'OM à la place de Roland Gransart parti entraîner le SC Bastia. L'OM réalise une saison très moyenne en restant cantonné en deuxième partie de classement de Division 1 et se sauve in extremis de la descente en Division 2. La saison suivante est assez similaire et voit l'OM terminer seulement à la douzième place. Cependant, ils perdent la finale de la Coupe de France 1986 face aux Girondins de Bordeaux (2-1 après prolongation).

### Bernard Tapie aux commandes (1986-1994)

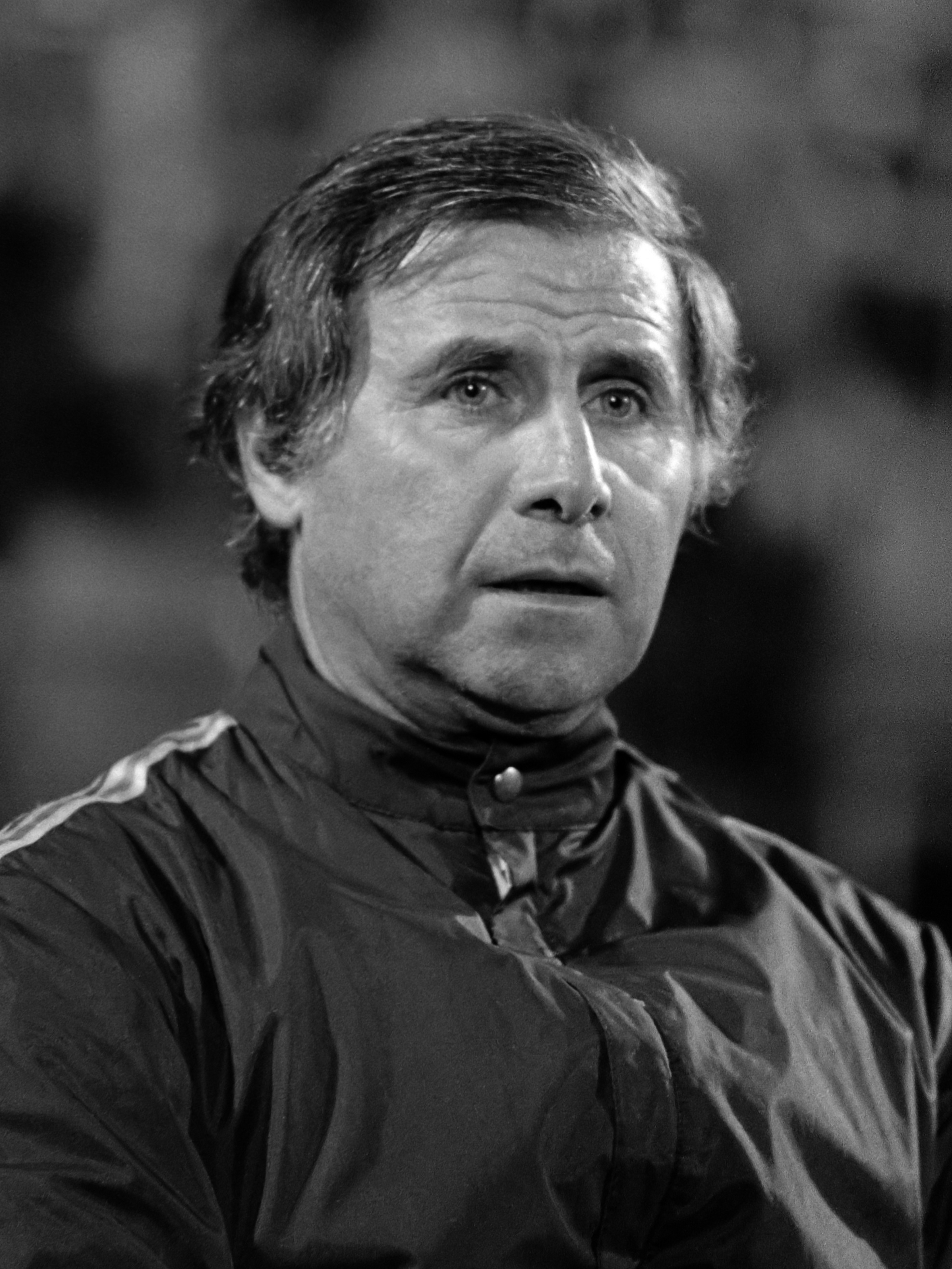
L'ancien sélectionneur de l'Équipe de France Michel Hidalgo est le directeur sportif de l'OM entre 1986 et 1991.

Arrivé à l'initiative du maire de Marseille, Gaston Defferre, courant 1986, l'homme d'affaires Bernard Tapie prend les rênes du club avec une ferme intention : remporter la Coupe d'Europe. Il est à l'origine de la page la plus glorieuse de l'histoire du club. Ces années se caractérisent par de nombreux changements d'équipe et d'entraîneur. Au fil des saisons, le onze marseillais va être modifié et amélioré de façon à être plus compétitif pour atteindre l'objectif fixé par Tapie de gagner la Ligue des champions.
À son arrivée, il engage le rugueux défenseur allemand Karl-Heinz Förster qui avait disputé deux coupes du monde au sein de l'équipe d'Allemagne, Alain Giresse, arraché aux rivaux bordelais ainsi que Jean-Pierre Papin alors qu'il devait signer en faveur de l'AS Monaco FC. En 1986, Michel Hidalgo quitte son poste à la DTN pour devenir le directeur sportif de l'OM. La première saison de l'ère Tapie se conclut à une deuxième place au classement du championnat.

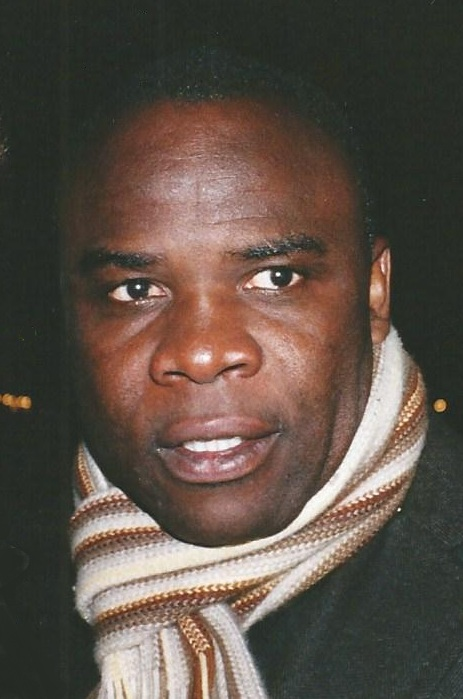
Basile Boli marque le but de la victoire en finale de la Ligue des champions 1992-1993.

Lors de la saison 1987-1988, l'OM dirigé par Gérard Banide, soucieux d'aider Jean-Pierre Papin à la pointe de l'attaque, recrute l'ailier ghanéen Abedi Pelé et le buteur allemand Klaus Allofs. L'arrivée d'Allofs aura l'effet attendu à savoir de débloquer Jean-Pierre Papin qui avait eu des difficultés lors de sa première année à l'OM. Papin inscrit en effet un total de 23 réalisations en 46 rencontres. Malgré ces arrivées, après avoir été le dauphin des Girondins de Bordeaux en 1987, les olympiens terminent sixièmes du championnat de Division 1. En Europe, le club atteint les demi-finales de Coupe d'Europe des vainqueurs de coupe en 1988 face à l'Ajax Amsterdam de Dennis Bergkamp. Bernard Tapie décide d'introniser Gérard Gili sur le banc marseillais.
Pour cette saison 1988-1989, le club marseillais se montre entreprenant au niveau du mercato en recrutant le portier Gaëtan Huard, les milieux Éric Di Meco et Franck Sauzée ainsi que les attaquants Éric Cantona et Philippe Vercruysse. L'OM de Papin finit champion de France avec 73 points au compteur et remporte la Coupe de France en battant l'AS Monaco sur le score de 4-3. Cette coupe de France, qui offre un doublé à l'OM, est marquée par une finale de légende durant laquelle Jean-Pierre Papin inscrit un triplé crucifiant l'AS Monaco. Lors de la remise de la coupe, JPP embrasse François Mitterrand. Les Monégasques obtiennent leur revanche en 1991 (défaite 1-0).
En 1989-1990, Michel Hidalgo fait notamment venir Carlos Mozer et Enzo Francescoli. L'arrivée de Chris Waddle est l'œuvre de Tapie lui-même qui est tombé sous le charme de l'ailier anglais de Tottenham alors qu'il était venu voir jouer à la base l'attaquant anglais Paul Walsh. Les hommes de Gérard Gili survolent le championnat et décrochent un nouveau titre de champion de Division 1. Sur la scène européenne, l'OM atteint puis les demi-finales de la Coupe d'Europe des clubs champions en 1990 face au Benfica Lisbonne. Les Olympiens remportent le match aller de la demi-finale 2-1 mais le Benfica remporte le match retour 1-0 sur un but de la main de Vata.

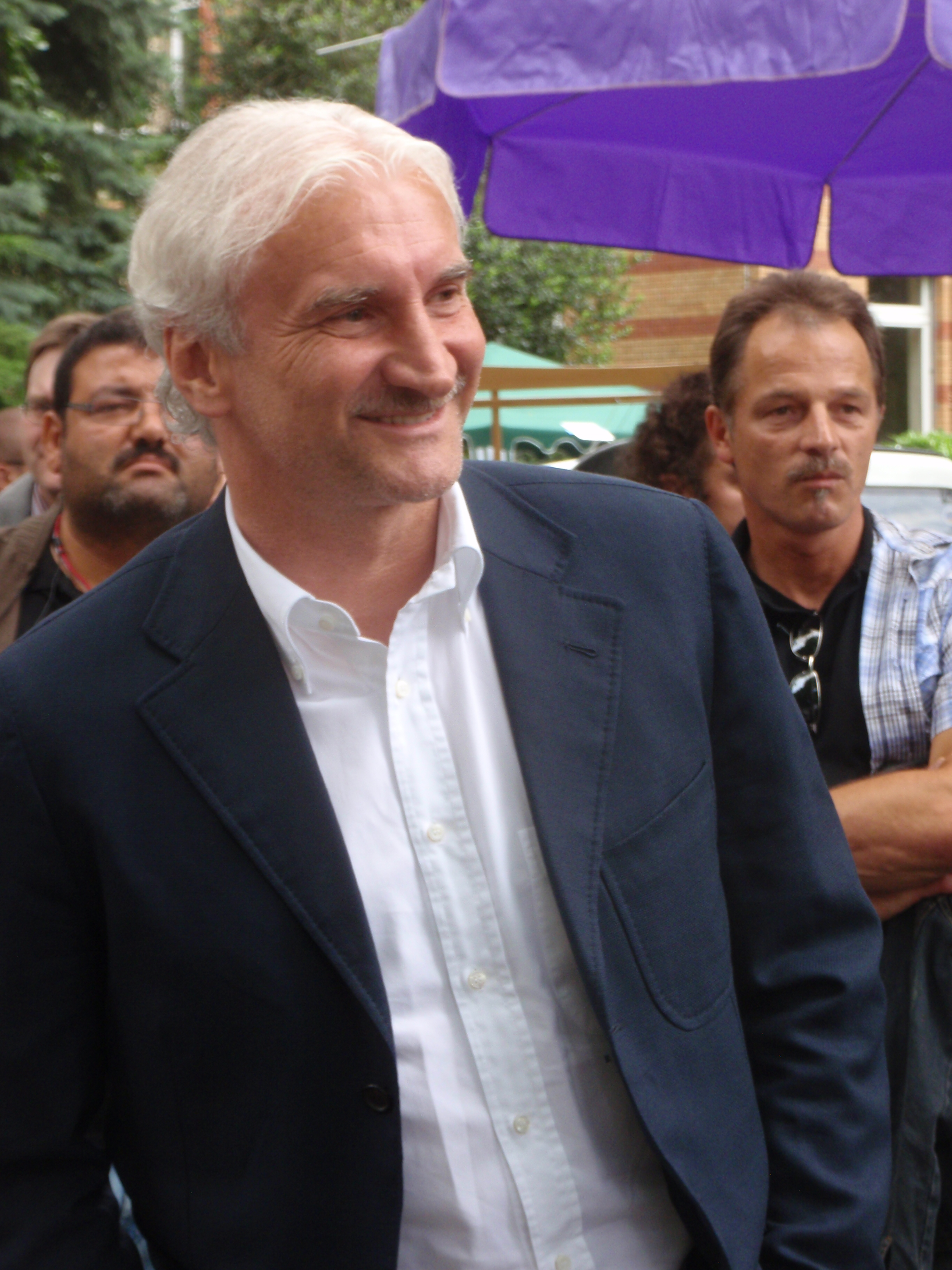
L'attaquant international allemand Rudi Völler évolue sous les couleurs olympiennes entre 1992 et 1994.

À l'orée de la saison 1990-1991, le onze olympien subit quelques retouches avec les arrivées de Pascal Olmeta dans les buts marseillais et de Basile Boli en défense centrale. Cette saison sera marquée par une grande instabilité au poste d'entraîneur. En effet, Gérard Gili est remplacé par l'Allemand Franz Beckenbauer en septembre 1990. Ce dernier ne restera que quelques mois à Marseille. En janvier 1991, c'est le technicien belge Raymond Goethals qui prend les commandes de l'équipe. Ces nombreux changements n'affectent pas les résultats de l'équipe qui obtient un nouveau titre de champion de France de Division 1. Au niveau européen, le club marseillais échoue en finale de Coupe d'Europe des clubs champions face à l'Étoile rouge de Belgrade de Sinisa Mihajlovic aux tirs au but (5-3), après avoir notamment éliminé en quarts de finale le Milan AC, double tenant du titre.
En 1991-1992, Jocelyn Angloma arrive à l'OM pour renforcer le flanc droit de la défense. Une nouvelle fois champion de Division 1, l'OM est éliminé prématurément au deuxième tour de la Ligue des champions par les Tchèques du Sparta Prague. Au mercato d'été 1992, Jean-Pierre Papin est vendu au Milan AC, Carlos Mozer au Benfica Lisbonne et Chris Waddle part à Sheffield Wednesday. Le club marseillais fait notamment signer le défenseur Marcel Desailly ainsi que les attaquants Alen Bokšić et Rudi Völler pour pallier le départ de Papin. Choix qui se révèleront payants puisque l'OM terminera à la première place du championnat. Le 26 mai 1993, à Munich, l'OM battra en finale de la Ligue des champions le Milan AC de Fabio Capello sur le score de 1-0 avec un but de la tête du défenseur international français Basile Boli. Il s'agit de la première victoire d'un club français en Coupe d'Europe, qui fait naître un nouveau slogan pour les supporters marseillais : « À jamais les premiers ». L'ère Tapie s'arrête brusquement en 1993 avec l'affaire VA-OM.

### Affaire VA-OM et conséquences (1993-1996)

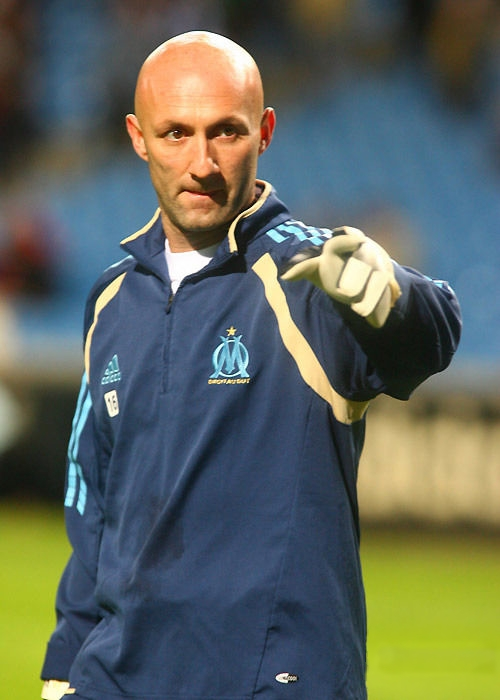
Le gardien international français Fabien Barthez reste à l'OM en 1994-1995 alors que le club descend en deuxième division.

Le 22 mai 1993, le club de l'US Valenciennes-Anzin révèle l'existence d'une tentative de corruption. Le défenseur nordiste Jacques Glassmann a confié à son entraîneur Boro Primorac que Jean-Jacques Eydelie, un joueur de Marseille qui fut auparavant l'un de ses coéquipiers, l'a contacté par téléphone avant le début de la rencontre. Une somme d'argent aurait été promise par un dirigeant de l'OM à Glassmann et deux autres joueurs valenciennois, Jorge Burruchaga et Christophe Robert, pour qu'ils « laissent filer » le match mais surtout que les Marseillais arrivent sans blessure à Munich pour la finale de Ligue des champions face au Milan AC, qui se joue quatre jours plus tard. L'affaire, qui est d'abord passée sous silence, l'OM jouant la finale, devient un véritable feuilleton médiatico-judiciaire durant tout l'été 1993, bien plus que le titre non attribué à Grenoble en rugby la même année,.
À la suite de cette affaire, le conseil fédéral retire le titre de champion de France 1993 à l’OM. L’UEFA exclut Marseille des compétitions européennes de la saison 1993-1994 (Ligue des champions et Supercoupe de l'UEFA), et la FIFA retire à l'OM le droit de jouer la Coupe intercontinentale. Cette privation de compétitions internationales entraîne un manque à gagner de près de 100 millions de francs dans le budget prévisionnel de l’OM. Les salaires des joueurs ne pouvant légalement pas être baissés en proportion, Bernard Tapie décide de vendre plusieurs joueurs tels qu’Alen Bokšić et Marcel Desailly afin de combler le déficit. Mais cela va permettre l'émergence d'un joueur : l'attaquant Brésilien Sonny Anderson, joker du club phocéen. Tapie décide de procéder à un recours juridique auprès d’un tribunal suisse concernant la décision d’interdiction de participation aux compétitions européennes et obtient gain de cause. Cependant, l’UEFA menace de suspendre toutes les équipes françaises de football de compétition si l’OM ne retire pas son recours. Noël Le Graët, président de la Ligue, écrit alors une lettre à Bernard Tapie le suppliant d’accepter la sanction écrivant notamment : « Celui qui a mené le football français si haut ne peut pas être à l’origine de sa chute ». Ne souhaitant pas causer des sanctions sur tout le football français, Tapie choisit de retirer son recours. L'OM finit deuxième du championnat lors de la saison 1993-1994 derrière le Paris Saint-Germain.

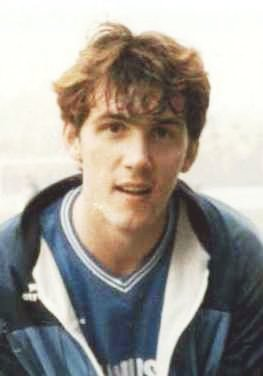
Le buteur irlandais Tony Cascarino permettra à l'OM de remonter parmi l'élite du football français en 1996.

Toutefois, le 22 avril 1994, à la suite de l’affaire VA-OM, le conseil fédéral de la Ligue de football décide de rétrograder le club en deuxième division mais laisse la possibilité à l’OM de disputer la Coupe UEFA 1994-1995. La rétrogradation du club le conduit à la faillite étant donné que les recettes liées aux droits télés de deuxième division étaient dix fois inférieures à celles de première division. Malgré une interdiction de recruter des joueurs sous contrat (c'est-à-dire dans l'obligation de ne recruter que des joueurs sans club), le club parvient à remporter le championnat de Division 2. Cependant, la DNCG alors présidée par André Soulier, adversaire politique déclaré de Bernard Tapie, lui interdit de remonter en Division 1 étant donné l'existence d'une dette de 250 millions de francs. À la suite de cette décision qu’il juge « scandaleuse », Tapie quitte la présidence du club olympien le 11 décembre 1994 et est remplacé de manière temporaire par Pierre Cangioni puis par Bernard Caïazzo en janvier 1996. Jean-Michel Ripa assure l'intérim de février 1996 à juin 1996 avant que le maire de la ville, Jean-Claude Gaudin, prenne la présidence jusqu'au rachat du club. En Europe, les Marseillais ratent de peu la qualification en huitièmes de finale de la Coupe UEFA en étant éliminés au deuxième tour face aux Suisses du FC Sion, après avoir battu l'Olympiakos Le Pirée. L'OM doit déposer le bilan et se voit contraint de disputer une nouvelle saison en deuxième division.
Lors de la saison 1995-1996, après un début de saison compliqué qui verra le départ d'Henri Stambouli au profit du retour de Gérard Gili sur le banc marseillais, l’OM termine à la deuxième place du classement grâce à une équipe composée de joueurs d'expérience pour la plupart (notamment Marcel Dib, capitaine de l'équipe, Bruno Germain, lequel avait déjà évolué sous la tunique olympienne, De Wolf, Cascarino, qui sera le véritable goléador de l'équipe lors de ces deux années en Division 2 avec 61 réalisations inscrites sous le maillot marseillais, Bernard Ferrer, ainsi que Bernard Casoni, Jean-Philippe Durand et Jean-Marc Ferreri, restés au club malgré la descente en Division 2) et de jeunes joueurs issus du centre de formation (Hamada Jambay, Jean-Christophe Marquet, Marc Libbra, entre autres). L’OM remonte ainsi en première division à l'instar du Stade Malherbe de Caen qui finira champion de Division 2 et de l'AS Nancy-Lorraine qui terminera à la troisième place.

### Arrivée de Robert Louis-Dreyfus (1996-2004)

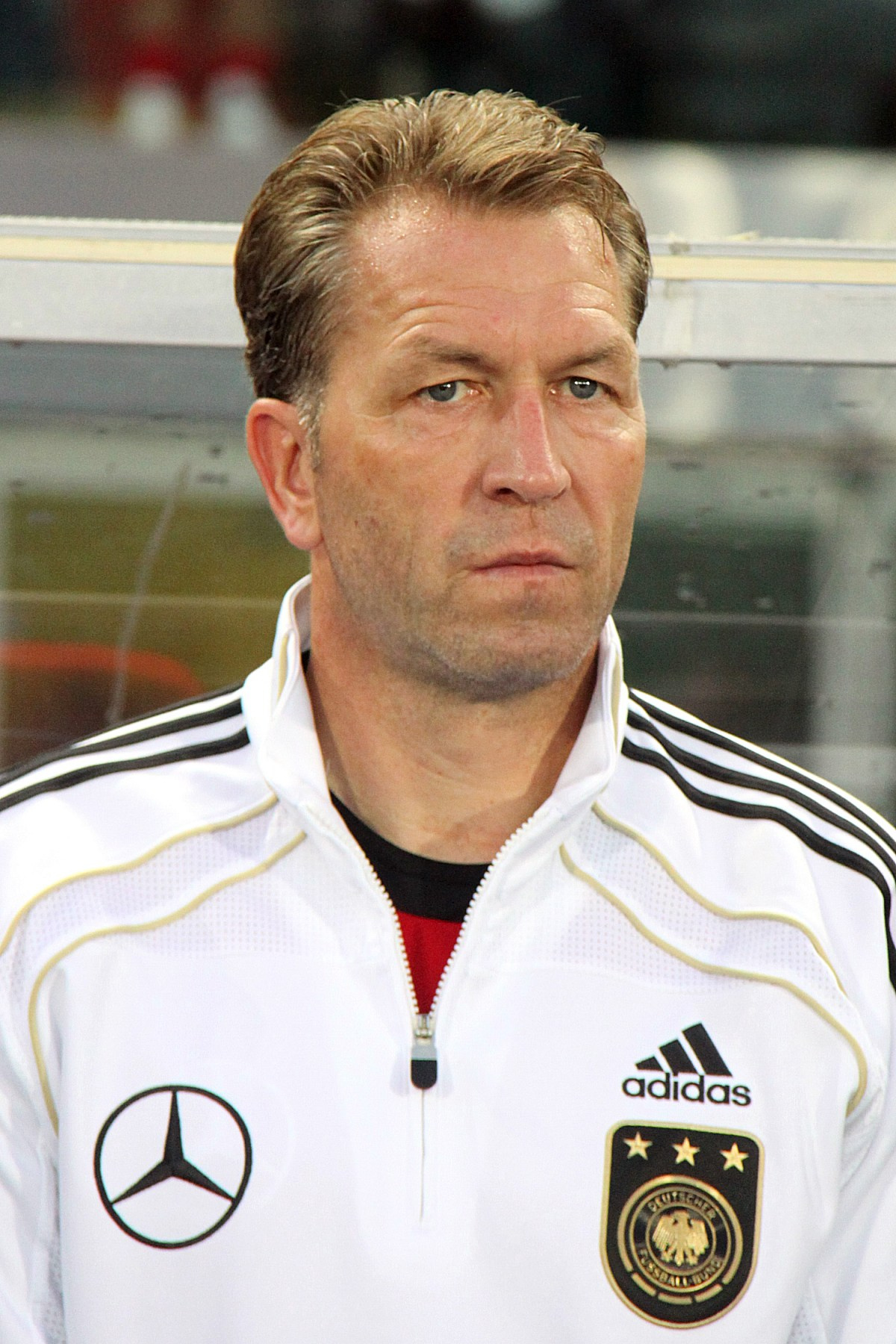
En 1996, l'OM de Robert Louis-Dreyfus s'offre les services du portier international allemand Andreas Köpke.

En décembre 1996, l'homme d'affaires Robert Louis-Dreyfus est appelé par la mairie de Marseille pour devenir l'actionnaire principal et mécène de l'OM. Le 14 décembre 1996, Robert Louis-Dreyfus devient président du club phocéen. Outre la passion de RLD pour le football, ce rachat rentre dans une stratégie économique : le président d'Adidas veut contrer les prétentions de Nike dans ce sport « pour conserver le leadership, en gardant l'équipe nationale et au moins un club mythique dans chaque pays ». Rolland Courbis est nommé entraîneur de l'OM en 1997 par le nouveau président actionnaire Robert Louis-Dreyfus. Ce dernier fait notamment venir dans la cité phocéenne le gardien international allemand, champion du monde en 1990, Andreas Köpke ainsi que l'attaquant international italien Fabrizio Ravanelli. Ce recrutement prestigieux permet au club de retrouver la coupe UEFA grâce à l'obtention de la quatrième place en championnat, meilleure performance du club depuis la remontée.

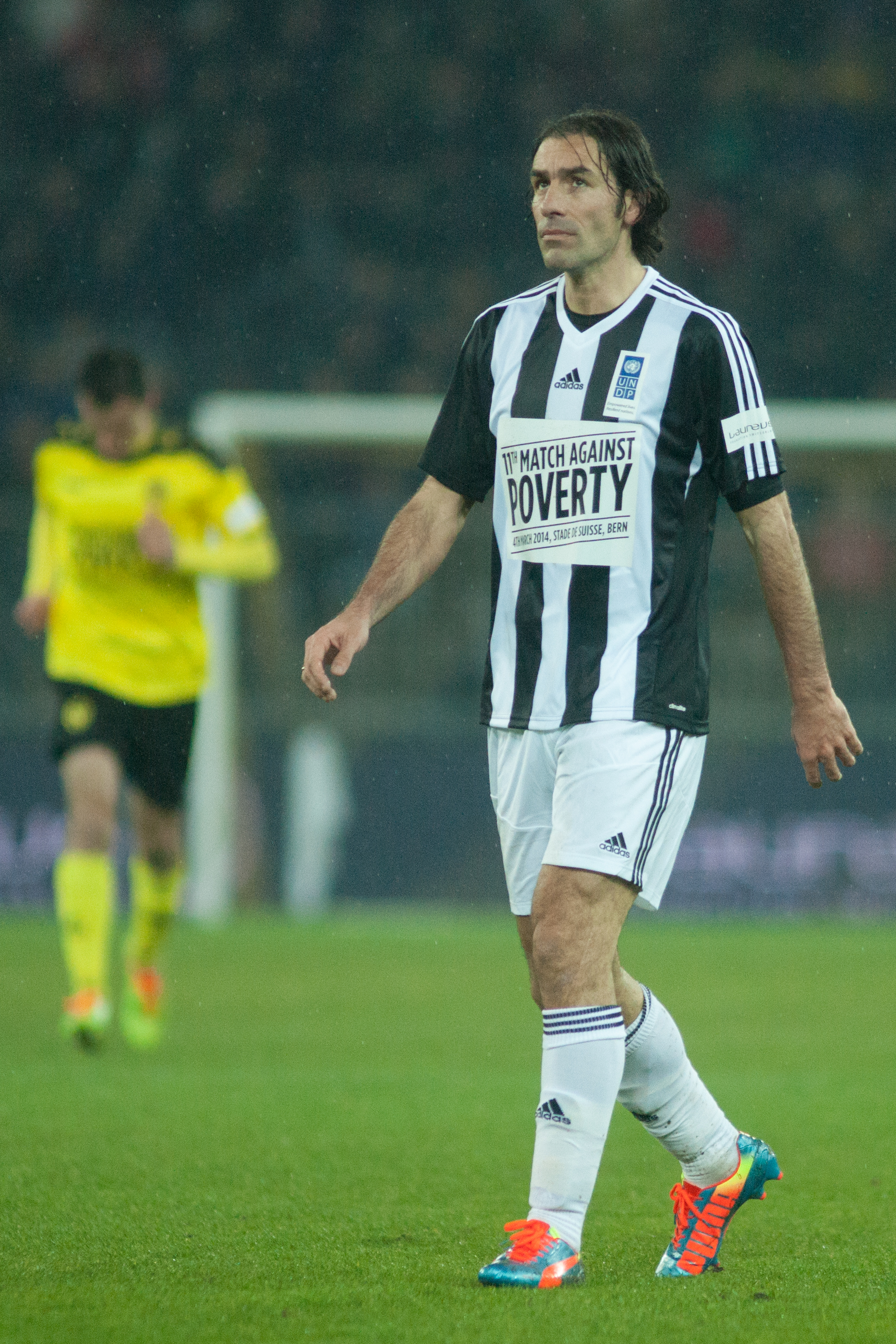
L'OM de Robert Pirès s'incline en finale de la coupe UEFA contre Parme FC en 1999.

Lors de la saison 1998-1999, l'OM fête son centenaire et investit sur de nombreux joueurs de talents : le gardien Stéphane Porato, les milieux Robert Pirès, Peter Luccin et Jocelyn Gourvennec ou encore les attaquants Florian Maurice et Christophe Dugarry. Avec cette équipe, l'OM de Rolland Courbis termine à la deuxième place du championnat à l'issue d'un sprint final contre le Bordeaux d'Élie Baup, avec à la clé une moyenne record de points par match pour un dauphin (2,09, soit 71 points après 34 journées) et atteint la finale de la coupe UEFA, qu'il perd contre le Parme AC (3-0) de Lilian Thuram. Cette saison est également marquée par un match mémorable :  
Menés 0-4 au Vélodrome par le Montpellier Hérault Sport Club à la mi-temps et jusqu'à l'heure de jeu, les Olympiens parviennent à s'imposer 5-4 sur un pénalty transformé par le capitaine Laurent Blanc, Florian Maurice, Christophe Dugarry à deux reprises, et Eric Roy ont parvenus à ramener l'OM à égalité juste avant le penalty, Ibrahima Bakayoko à deux reprises Laurent Robert et Franck Sauzée ont inscrit les quatre buts Montpelliérains en première période.   
Cette bonne mais finalement infructueuse saison n'est pas confirmée par la suite : bien que l'effectif soit renforcé, il voit surtout la perte très préjudiciable de son capitaine Laurent Blanc, poussé vers la sortie dès le début de l'été. En Ligue des champions, l'OM bat au Vélodrome le champion d'Europe en titre Manchester United, mais les Marseillais se font éliminer lors de la seconde phase de poules. Courbis quitte l'Olympique de Marseille en novembre 1999, victime d'un début de saison raté. Il est remplacé par Bernard Casoni. Cette phase de poule de la Ligue des champions se conclut par une lourde défaite des hommes de Bernard Casoni face aux Italiens de la Lazio Rome entraîné par le technicien suédois Sven-Goran Eriksson. Alors que les Marseillais s’étaient inclinés à l’extérieur notamment face aux Néerlandais du Feyenoord Rotterdam (3-0), face à Manchester United (2-1) et face à Chelsea (1-0), ils s’inclinent une nouvelle fois au stade Olympique de Rome (5-1) avec un quadruplé de l’attaquant italien Simone Inzaghi et un but de l’ancien Marseillais Alen Bokšić. Lors des saisons suivantes, l'OM a du mal à se stabiliser. En effet, de nombreux joueurs partent et plusieurs entraîneurs se succèdent. Le club frôle la relégation à deux reprises, terminant à la quinzième place du championnat en 2000 et 2001. La saison 2000-2001 est notamment marquée par une élimination des Marseillais entraînés par l'Espagnol Javier Clemente sur la pelouse du Havre AC (4-1) en Coupe de la Ligue puis en Coupe de France sur la pelouse de La Berrichonne de Châteauroux (1-0).
En 2002-2003, Alain Perrin s'engage en faveur de l'Olympique de Marseille. Le mercato est marqué par un profond renouvellement. Les nombreux mouvements dans l'effectif permettent au club provençal de se hisser à la troisième place du classement à l'issue de la saison, qualificative pour le troisième tour préliminaire de la Ligue des champions.

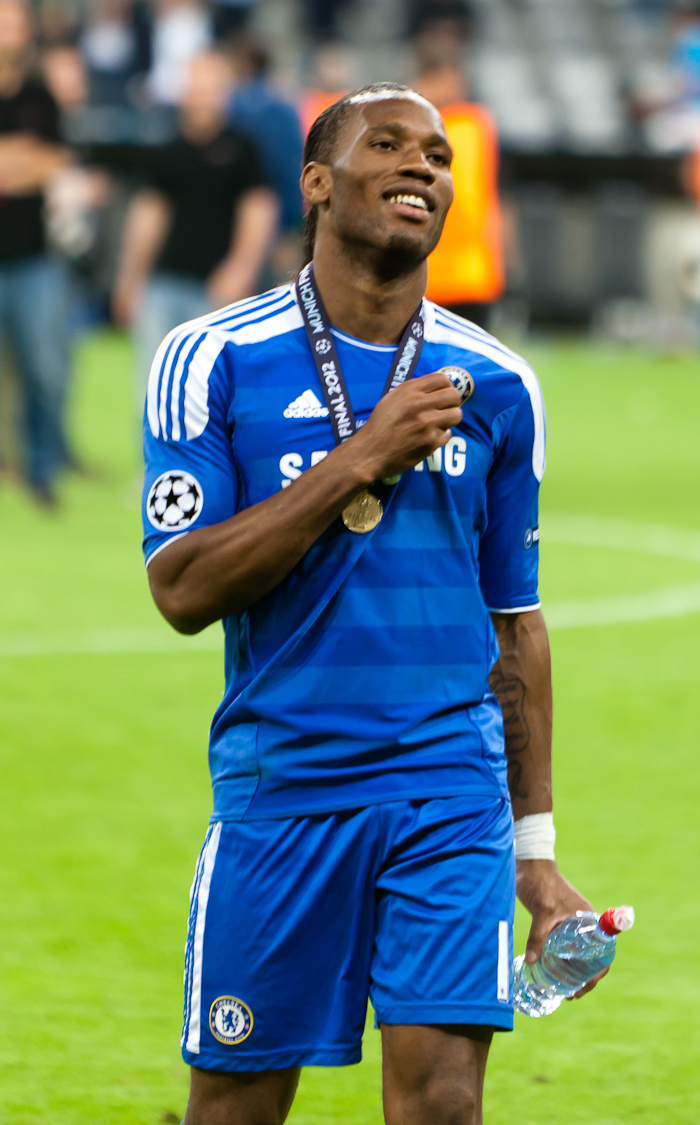
Didier Drogba (ici sous le maillot de Chelsea), finaliste de la coupe UEFA en 2004 avec l'OM.

Durant l'été 2003, l'OM, alors en lice pour se qualifier pour la Ligue des champions et qui doit battre l'Austria Vienne, se montre actif sur le marché des transferts avec notamment la signature de l'attaquant international ivoirien Didier Drogba en provenance de l'En Avant de Guingamp. Après avoir éliminé l'Austria Vienne en barrage de la Ligue des champions, les olympiens connaissent des difficultés lors des matchs de la phase de poule et ne parviennent pas à sortir des poules de la Ligue des champions à la suite des défaites enregistrées face au FC Porto (futur vainqueur) et au Real Madrid (tenant du titre).
Le 14 janvier 2004, malgré un bon début de saison en championnat, Alain Perrin démissionne et c'est l'entraîneur de la réserve, José Anigo, qui prend les commandes de l'équipe. Laurent Batlles vient renforcer le secteur offensif marseillais au mercato d'hiver 2004. En championnat, l'OM n'arrive pas à aligner les bonnes prestations en Coupe UEFA ainsi qu'en Ligue 1 et termine à la septième place derrière le FC Nantes. Sur la scène européenne, l'OM reversé en Coupe UEFA, parvient en finale de la compétition grâce notamment à Didier Drogba après avoir éliminé successivement les Italiens de l'Inter Milan, les Anglais de Liverpool FC et de Newcastle United, ce dernier match ayant vu le Vélodrome connaître son affluence record : 58 897 spectateurs. Marseille s’incline toutefois face au FC Valence de Mista en finale à Göteborg sur le score de 2-0, après l’expulsion de son gardien Fabien Barthez en toute fin de première mi-temps par l'arbitre international italien Pierluigi Collina. L’OM joue donc en infériorité numérique la totalité de la seconde période avec un Drogba amoindri et échoue, une seconde fois en cinq ans, en finale de la Coupe UEFA.

### Podiums et finales (2004-2009)

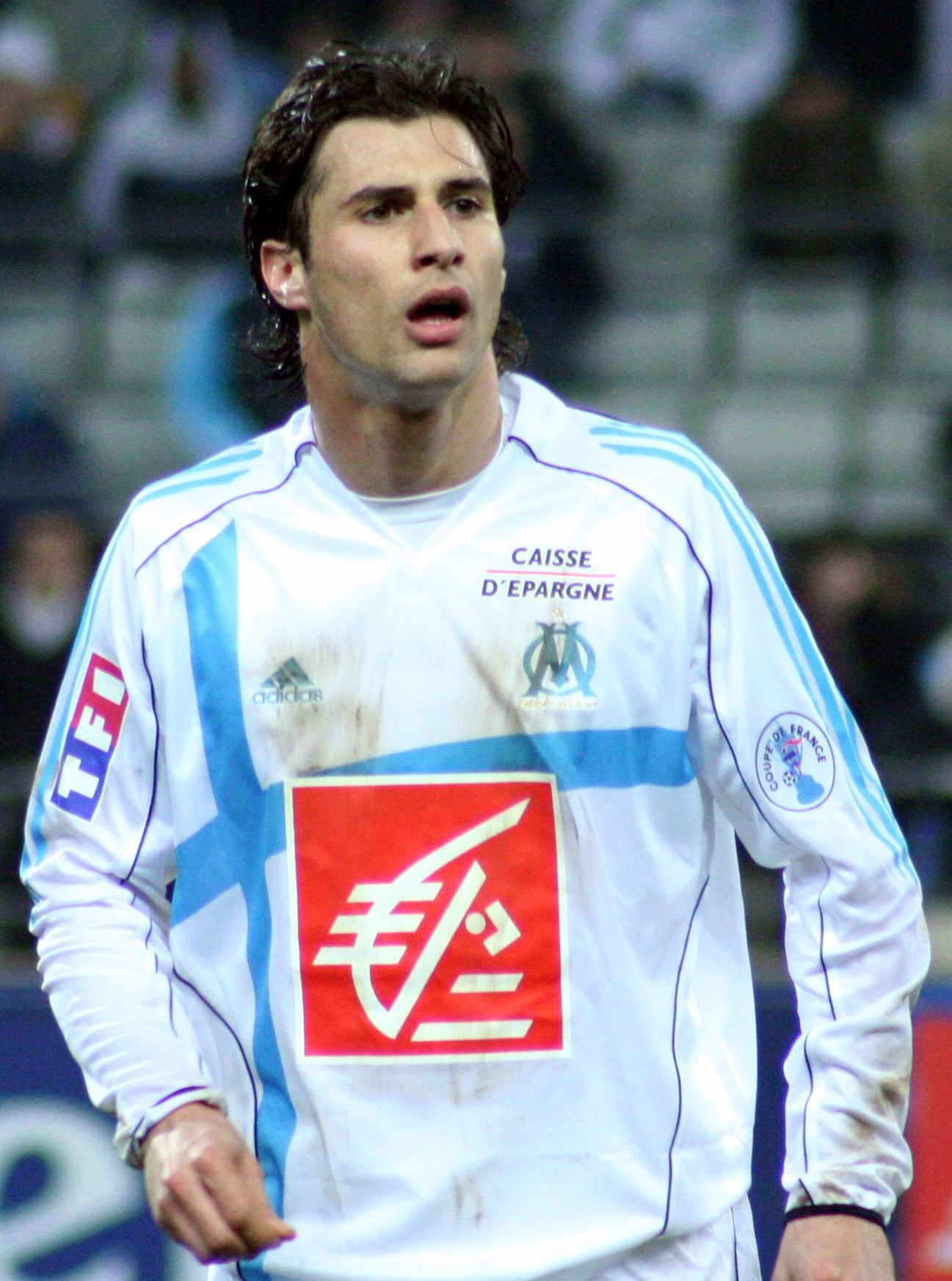
Lorik Cana s'impose rapidement comme l'un des cadres de l'OM entre 2005 et 2009.

Drogba parti à Chelsea, le club, présidé par le Sénégalais Pape Diouf connaît de nombreux changements dans son effectif et n'atteint que la cinquième place du championnat en 2005 et 2006. Le 23 août 2005, le club olympien remporte la Coupe Intertoto 2005 en battant en finale au match retour le club espagnol du Deportivo La Corogne sur le score de 5 buts à 1 après avoir perdu au match aller sur le score de 2 buts à 0. Ils sortiront de la phase de poule de la Coupe UEFA mais seront battus en huitièmes de finale par le Zénith Saint-Pétersbourg. Les hommes de Jean Fernandez s'inclinent en finale de la Coupe de France en 2006 face au Paris Saint-Germain sur le score de 2-1. C'est lors de cette saison qu'un joueur émerge sur le plan international : Franck Ribéry, qui devient titulaire en équipe de France pendant la coupe du monde 2006.
Pour la saison 2006-2007, Albert Emon qui prône un jeu offensif devient l'entraîneur principal en lieu et place de Jean Fernandez et le club fait signer notamment l'attaquant international français Djibril Cissé en prêt du club anglais de Liverpool FC. L'OM retrouve le haut du classement avec une place de vice-champion (meilleure performance depuis 1999) derrière l'Olympique lyonnais, et dispute une nouvelle finale de Coupe de France qu'il perd aux tirs au but contre le FC Sochaux. En Coupe UEFA, l'OM est éliminé au premier tour par les Tchèques du Mlada Boleslav (1-0 ; 4-2). Cette saison est marquée par l'éclosion de Cédric Carrasso, Samir Nasri ou encore Franck Ribéry.
Avec cette qualification pour la Ligue des champions et le départ de Franck Ribéry au Bayern Munich, l'OM se montre très actif lors du mercato d'été 2007-2008, avec notamment les arrivées de Boudewijn Zenden, Benoît Cheyrou ou encore Steve Mandanda. Après un début de saison catastrophique (1 victoire en 9 matchs) qui entraîne le limogeage de l'entraineur Albert Emon et l'arrivée du Belge Eric Gerets, la saison est marquée par une victoire historique (0-1) à Anfield contre Liverpool FC. Après un début de saison raté, les Phocéens renversent la tendance en alignant une longue série de victoires et terminent finalement troisième de Ligue 1. En Coupe de France, les Marseillais tombent face au club de CFA 2 de l'USJA Carquefou en huitièmes de finale sur le score de 1-0. En Coupe d'Europe, les hommes d'Eric Gerets finissent à la troisième place de leur poule de Ligue des champions derrière le FC Porto et Liverpool FC. Ils sont éliminés comme en 2006 dès les huitièmes de finale de la Coupe UEFA par les Russes du Zénith Saint-Pétersbourg.

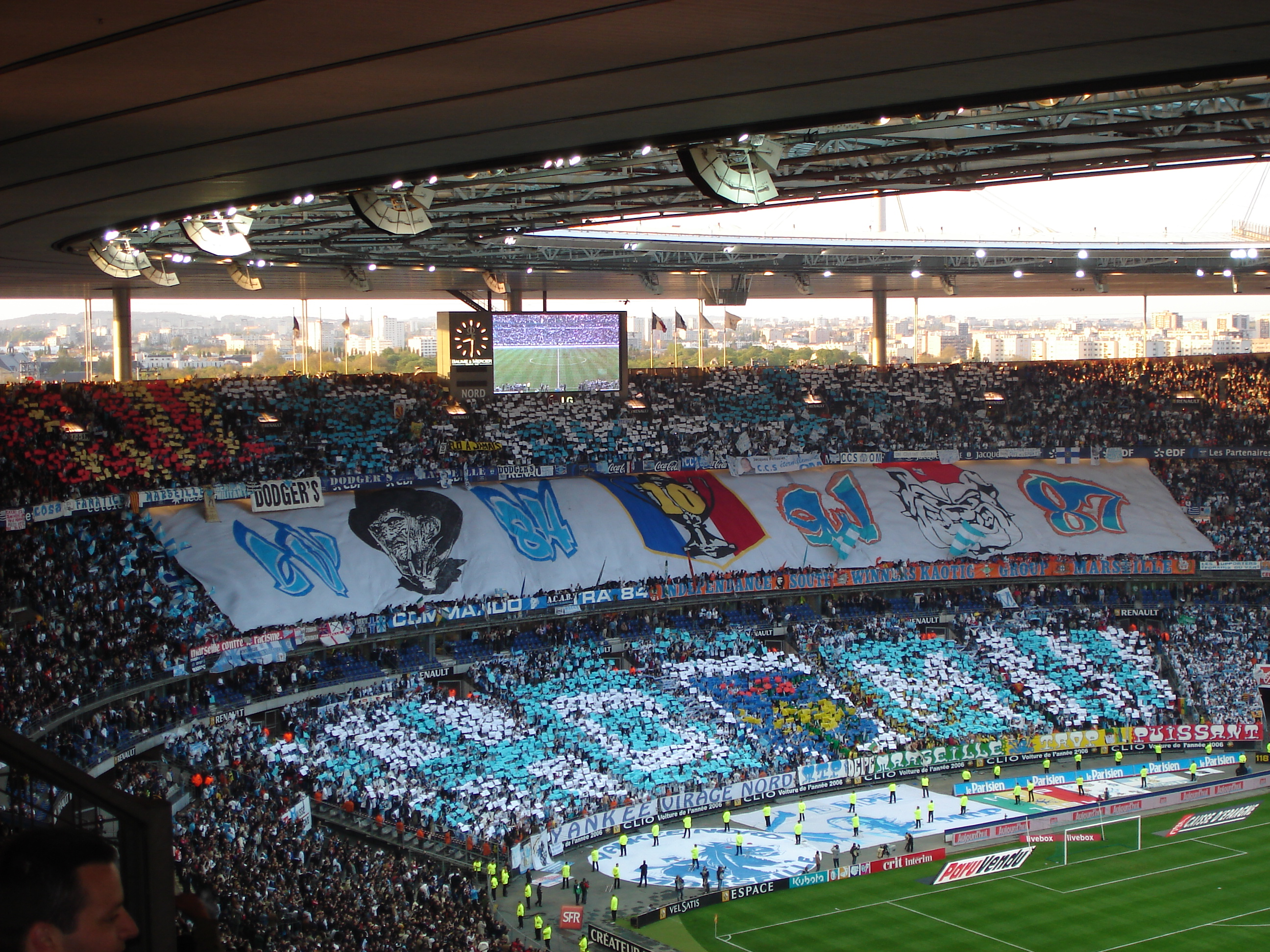
Le tifo des supporters de l'OM au stade de France lors de la finale de la Coupe de France en 2006 contre le Paris Saint-Germain.

Durant l'intersaison, pour faire face aux départs de Samir Nasri et de Djibril Cissé, les Marseillais se renforcent avec les arrivées de Bakari Koné ou encore d'Hatem Ben Arfa. Porté par un Mamadou Niang qui inscrit 20 buts durant la saison 2008-2009, l'OM est à la lutte pour le titre de champion de France avec les Girondins de Bordeaux pendant toute la saison mais voit finalement les Girondins de Laurent Blanc devenir champions comme dix ans auparavant. Sur la scène européenne, après avoir une nouvelle fois terminé troisième de leur groupe de Ligue des champions derrière Liverpool FC et l'Atlético Madrid, l'OM est reversé en Coupe UEFA. Les olympiens échouent en quart de finale de la Coupe UEFA contre le futur vainqueur de l'épreuve à savoir les ukrainiens du FC Chakhtior Donetsk. À la suite d'un désaccord avec le propriétaire du club Robert Louis-Dreyfus, le technicien belge Eric Gerets annonce son départ du club en fin de saison. Pape Diouf décide alors de confier le poste à l'ancien capitaine olympien Didier Deschamps, libre de tout contrat après avoir fait remonter en Serie A la Juventus Turin. Le 17 juin 2009, Pape Diouf quitte le club à la suite de tensions avec le conseil de surveillance du club, et plus particulièrement avec son président Vincent Labrune. Il est remplacé le 22 juin 2009 par Jean-Claude Dassier. La mort de Robert Louis-Dreyfus d'une leucémie le 4 juillet 2009 met fin à ses 13 ans de règne au club sans toutefois remporter le moindre titre majeur.

### Retour des titres (2009-2012)

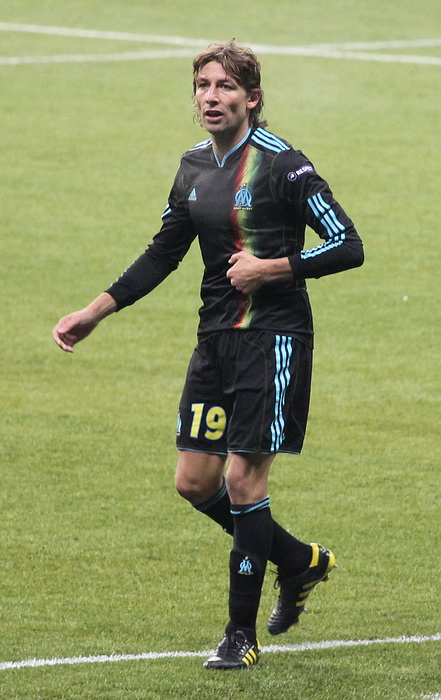
L'international argentin Gabriel Heinze a apporté son expérience, sa hargne et son professionnalisme à l'OM.

S'appuyant sur le travail réalisé par le technicien belge Eric Gerets entre 2007 et 2009, l'OM de Didier Deschamps se renforce durant le mercato estival 2009 notamment par les arrivées des internationaux argentins Lucho González et Gabriel Heinze ainsi que de l'ex-Girondin Souleymane Diawara. Dans le sens des départs, seul le capitaine international albanais Lorik Cana est à souligner. C'est Mamadou Niang qui lui succède en tant que capitaine du onze marseillais. Alors distancés d'une dizaine de points du leader bordelais à la trêve hivernale, les marseillais, menés en attaque par l'attaquant international sénégalais Mamadou Niang pour cette saison 2009-2010, enchaînent une série de huit victoires consécutives en championnat et voient dans le même temps les Bordelais perdre des points. Après une période de dix-sept ans sans titre majeur, l'OM met fin à cette série en remportant le 27 mars 2010 la Coupe de la Ligue après avoir battu les Girondins de Bordeaux de Laurent Blanc en finale (3-1), puis en étant sacré champion de France 2010 deux journées avant la fin de la saison en battant le Stade rennais au Vélodrome (3-1). Sur le plan européen, l'OM termine à la troisième place de sa poule de qualification de la Ligue des champions derrière le Real Madrid et l'AC Milan. Reversés en Ligue Europa, les joueurs marseillais s'arrêtent en huitièmes de finale en s'inclinant face au Benfica Lisbonne d'Angel Di Maria.

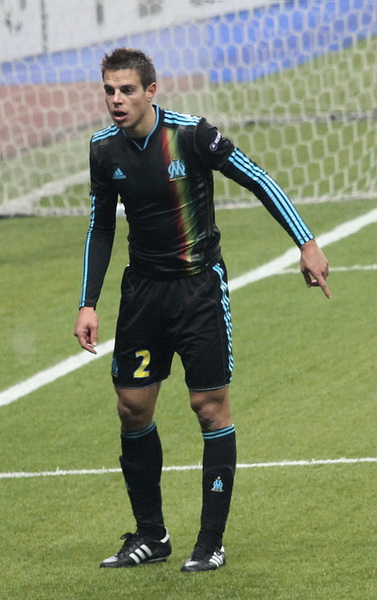
César Azpilicueta se révèle sous le maillot de l'OM de Didier Deschamps.

Le 28 juillet 2010, l'OM remporte le Trophée des champions face au Paris Saint-Germain aux tirs au but. Pendant l'intersaison 2010, le club phocéen vend son emblématique buteur Mamadou Niang et le remplace par deux attaquants internationaux français : Loïc Rémy qui arrive en provenance de l'OGC Nice et André-Pierre Gignac qui arrive du Toulouse FC. Marseille continue sur sa lancée en conservant la Coupe de la Ligue lors de la saison 2010-2011, battant en finale le Montpellier HSC (1-0). En championnat, le club termine vice-champion de France derrière le LOSC Lille de Rudi Garcia. En Coupe d'Europe, le club phocéen finit second de sa poule de Ligue des champions derrière le Chelsea FC de Didier Drogba mais s'incline en huitièmes de finale contre Manchester United.
Durant l'intersaison 2011, Jean-Claude Dassier est remplacé par le président du conseil de surveillance Vincent Labrune.
En juillet 2011, l'Olympique de Marseille gagne pour la deuxième fois de suite, le trophée des champions en s'imposant face au LOSC (5-4). La saison est marquée par une série de 13 matchs sans victoire en championnat, de février à mai, éloignant le club des places européennes. Rongés par des dissensions internes, notamment entre José Anigo et Didier Deschamps, les marseillais terminent la saison 2011-2012 à la dixième place du championnat de Ligue 1. En ce qui concerne la Coupe d'Europe, les Olympiens dirigés par Didier Deschamps parviennent néanmoins à atteindre pour la première fois en 21 ans les quarts de finale de la Ligue des champions en perdant face aux Allemands du Bayern Munich après avoir éliminé les Italiens de l'Inter Milan. L'autre satisfaction de la saison est la troisième victoire consécutive des Olympiens en Coupe de la Ligue après avoir battu l'Olympique lyonnais en finale sur le score de 1-0 après prolongation.

### Une irrégularité récurrente (2012-2016)

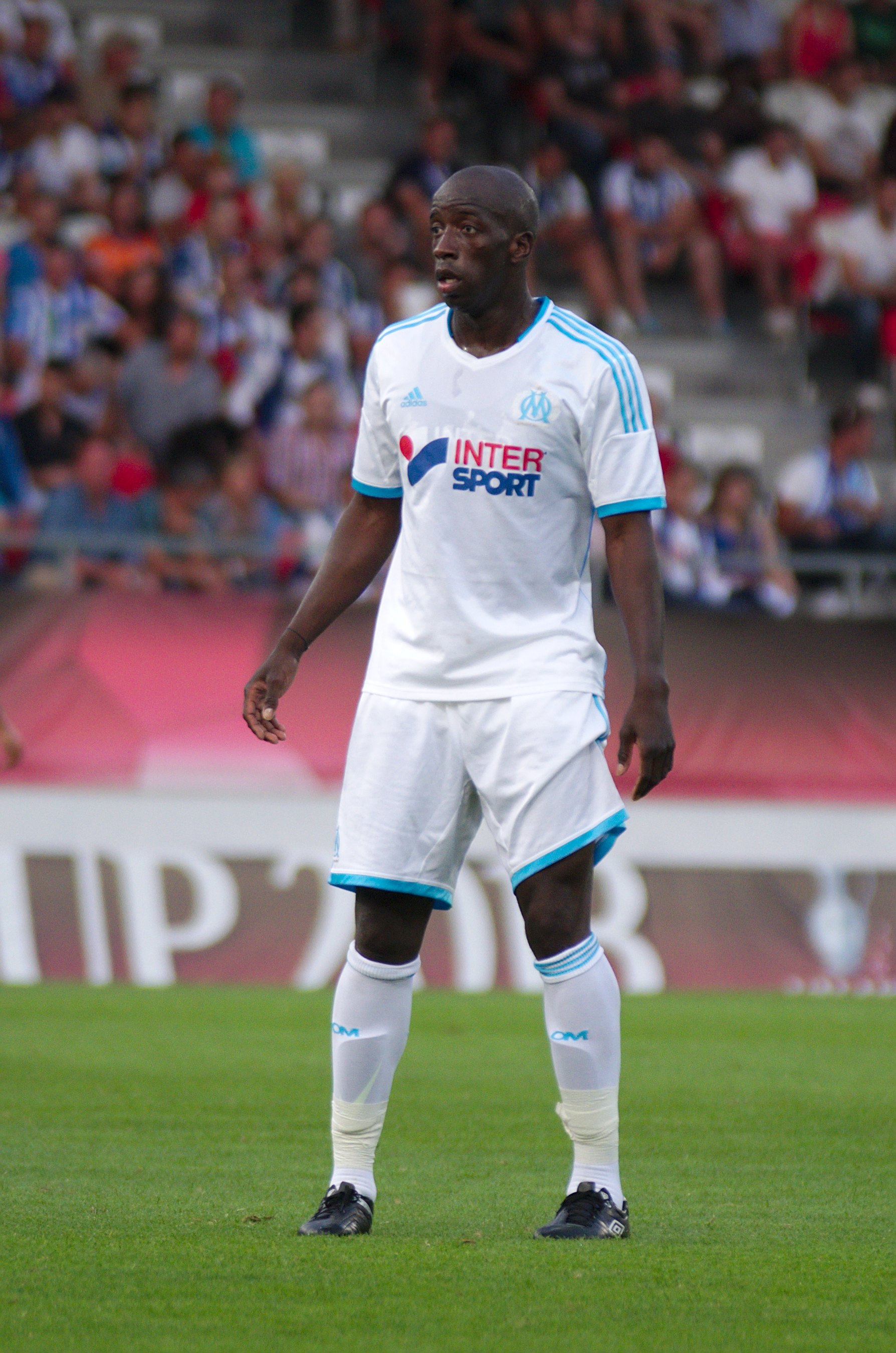
Le défenseur central Souleymane Diawara remporte six trophées avec l'OM entre 2009 et 2012.

À l'issue de cette saison, Didier Deschamps quitte le club et est remplacé par Élie Baup. Sous ses ordres, l'OM, qui a peu recruté à l'intersaison, réalise le meilleur début de championnat de son histoire avec six victoires consécutives grâce à un André-Pierre Gignac retrouvé et un Mathieu Valbuena repositionné à un poste de meneur de jeu. En fin de saison, le club termine vice-champion de France derrière le PSG et retrouve ainsi la Ligue des champions pour la saison suivante. Sur la scène européenne, après avoir sorti les Turcs d'Eskişehirspor au troisième tour de la Ligue Europa et éliminé les Moldaves du Sheriff Tiraspol, l'OM se qualifie pour la phase de poules de la Ligue Europa. Les joueurs d'Élie Baup finissent troisièmes de leur groupe derrière les Turcs de Fenerbahçe SK et les Allemands du Borussia M'Gladbach.
Le 29 novembre 2013, l'Olympique de Marseille devient le premier club à atteindre 1 000 victoires en Ligue 1 contre Montpellier (2-0). Malgré une quatrième place en championnat, le 7 décembre 2013, le club annonce le limogeage d'Élie Baup. L'intérim est alors assuré par le directeur sportif, José Anigo. Cette saison est aussi marquée par le bilan de zéro point inscrit en phase de poules de Ligue des champions, une première pour un club français. Le 2 mai 2014, le club annonce la signature du technicien argentin Marcelo Bielsa pour deux saisons. Le 17 mai 2014 au terme de la saison 2013-2014, le club termine 6e et ne se qualifie pas pour une nouvelle Coupe d'Europe, une première depuis 9 saisons.

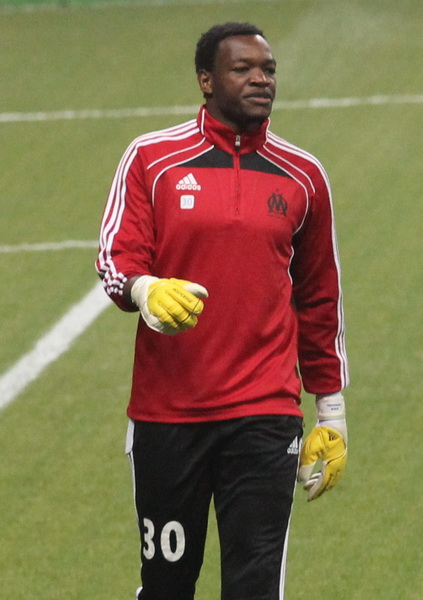
Le portier Steve Mandanda est le joueur le plus capé de l'histoire olympienne (453 capes).

L'OM commence la saison 2014-2015 à toute allure avec une série de huit victoires consécutives et termine l'année civile en tant que champion d'automne. La deuxième partie de saison est plus difficile, d'abord éliminé de la coupe de France contre Grenoble Foot 38 (5e division), ne gagnant que deux matchs sur neuf lors des deux premiers mois de l'année 2015. Le club provençal termine finalement à la 4e place du championnat.
En raison des mauvais résultats de l'équipe et de la fracture amorcée avec la majorité des groupes de supporters, l'actionnaire majoritaire du club, Margarita Louis-Dreyfus, annonce officiellement la mise en vente du club le 13 avril 2016. Le 19 avril 2016, l'entraineur espagnol Míchel est démis de ses fonctions à la suite d'une saison très mauvaise. C'est Franck Passi qui prend les rênes de l'équipe et réussit à hisser l'OM jusqu'en finale de Coupe de France contre le Paris Saint-Germain de Zlatan Ibrahimovic au Stade de France. Le 21 mai 2016, les marseillais s'inclinent face au PSG sur le score de 4-2. En championnat, l'OM porté par Lassana Diarra termine à la treizième place du classement de la Ligue 1. En Coupe d'Europe, l'OM termine second de sa poule de Ligue Europa derrière les Portugais du SC Braga et devant les Tchèques du Slovan Liberec et les Néerlandais du FC Groningue. Les marseillais sont ensuite éliminés de la compétition dès les seizièmes de finale par les Espagnols de l'Athletic Bilbao.
L'intersaison 2016 de l'OM est très agitée. Outre les nombreuses ventes de joueurs comme Michy Batshuayi à Chelsea FC ou Benjamin Mendy à l'AS Monaco FC, la propriétaire russe du club informe par l'intermédiaire d'un communiqué le remplacement de Vincent Labrune par l'italo-suisse Giovanni Ciccolunghi le 20 juillet 2016. Ce dernier devient le nouveau président du club marseillais avec comme principale mission d'assurer la transition avant la future cession du club à un nouveau repreneur. Le 29 août 2016, un accord d'exclusivité concernant l'acquisition du club par le propriétaire américain Frank McCourt est annoncé.

### Une nouvelle ère avec McCourt (depuis 2016)

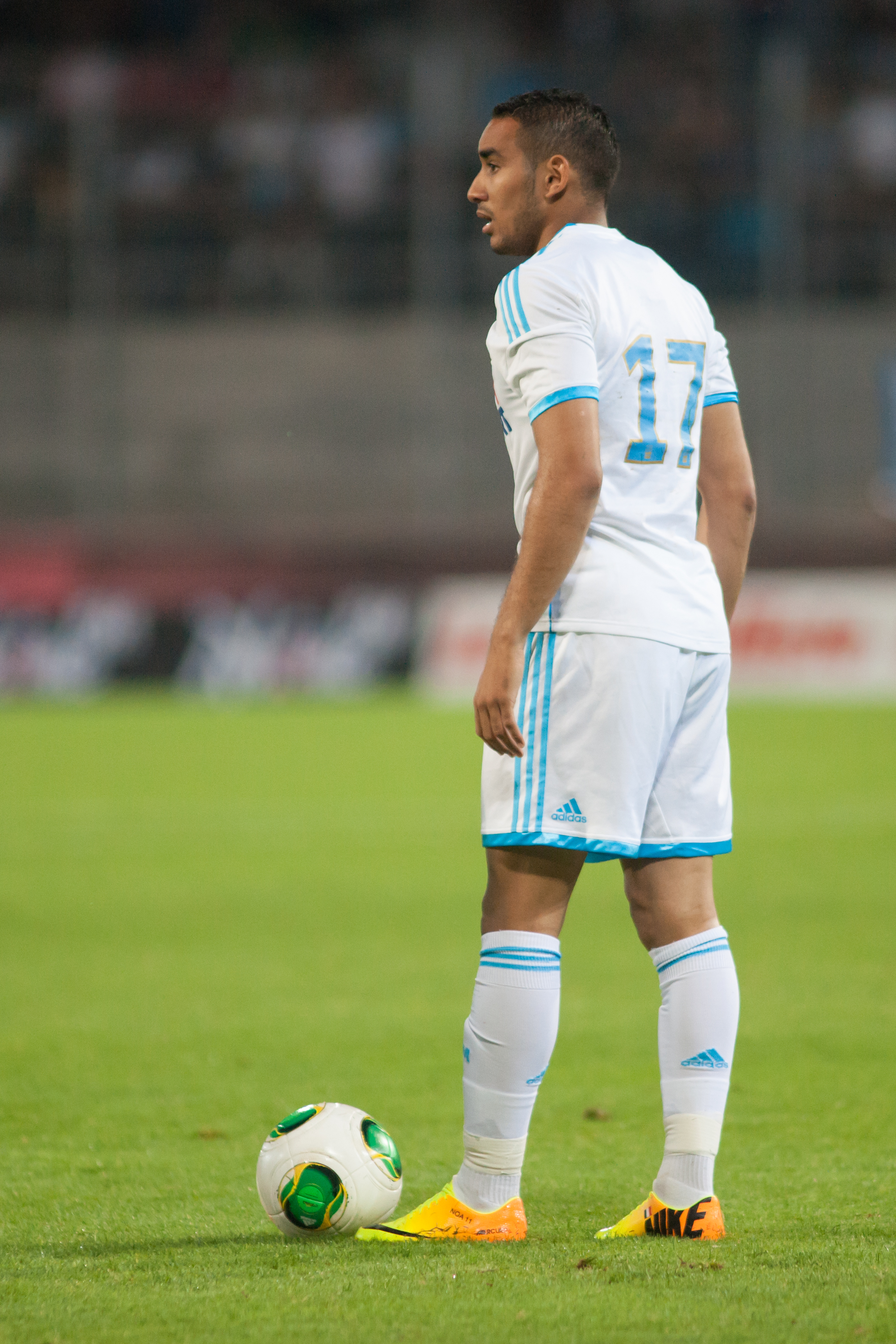
L'international français Dimitri Payet est la tête d'affiche de l'OM Champions Project de Frank McCourt.

La saison 2016-2017 commence avec Franck Passi en tant qu'entraîneur et avec une équipe profondément remaniée en raison de la période de transition dans laquelle est plongée le club marseillais depuis l'officialisation de la mise en vente par Margarita Louis-Dreyfus.
Après plusieurs semaines de négociations, le club officialise le rachat de l’OM par l’homme d’affaires américain Frank McCourt le 17 octobre 2016. Ce nouvel élan se concrétise par la nomination à la présidence du club de Jacques-Henri Eyraud, homme d’affaires français âgé de 48 ans et cofondateur de Sporever. Le 20 octobre 2016, Rudi Garcia devient l'entraîneur du club en lieu et place de Franck Passi et ramène un nul pour son premier match sur le banc marseillais face au rival du Paris Saint-Germain. Le 27 octobre 2016, l'acte II de l'« OM Champions Project » est marqué par l'arrivée de l'espagnol Andoni Zubizarreta au poste de directeur sportif.

Le premier mercato de l'ère McCourt correspond à l'acte III de l'« OM Champions Project » et est lancé par la signature du milieu international espoir français Morgan Sanson en provenance du Montpellier HSC le 17 janvier 2017 contre 9 millions d'euros. 

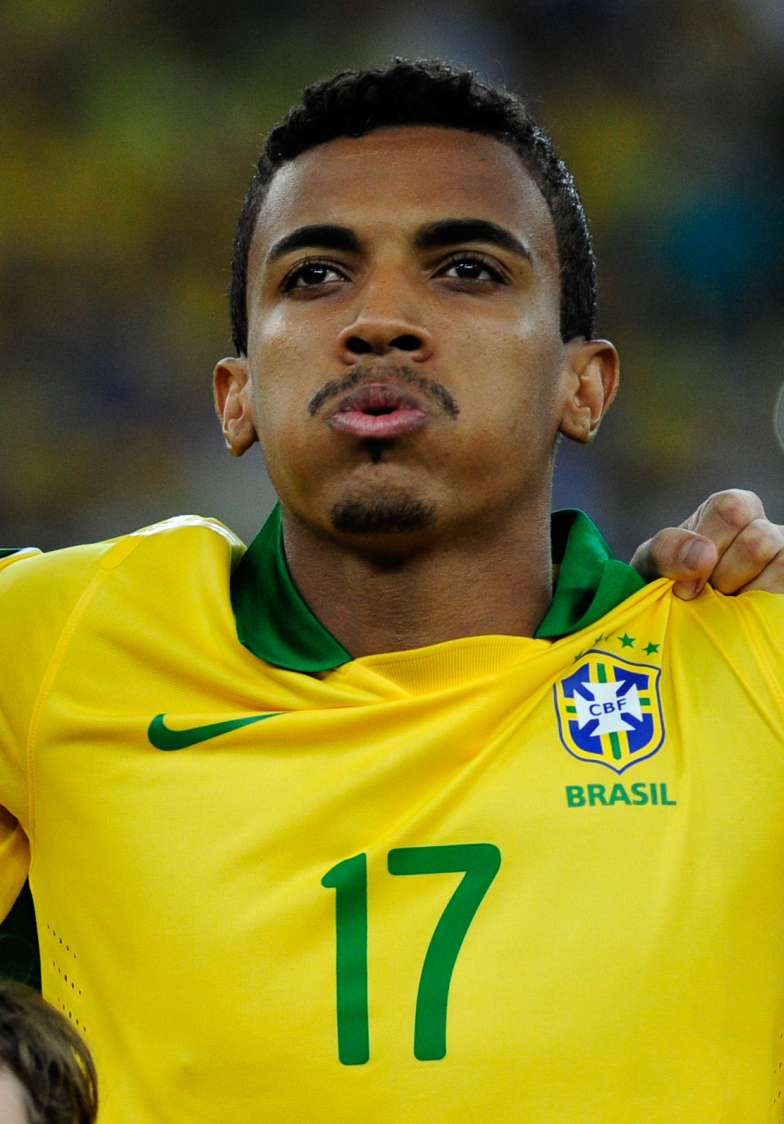
Luiz Gustavo est un autre symbole de l'OM Champions Project.

 Après un long bras de fer engagé contre le club anglais de West Ham, l'international français Dimitri Payet effectue son retour au sein du club phocéen contre une somme avoisinant les 30 millions d'euros, un record pour l'OM.
Au terme de la saison 2016-2017, les hommes de Rudi Garcia finissent à la cinquième position juste derrière l'Olympique lyonnais, grâce notamment aux 21 buts inscrits par l'attaquant Bafétimbi Gomis et aux 15 buts inscrits par l'ailier droit Florian Thauvin. Cette cinquième place offre la possibilité au club marseillais de disputer le troisième tour de qualification de la Ligue Europa 2017-2018.
Durant l'intersaison 2017, les nouveaux dirigeants de l'OM parviennent à faire signer des joueurs d'expérience, à l'image des internationaux français Steve Mandanda — de retour dans le club — et Adil Rami ou encore de l'international brésilien Luiz Gustavo. Sur la scène européenne, après avoir éliminé les Belges du KV Ostende, puis les Slovènes du NK Domžale dans les tours préliminaires, les joueurs dirigés par Rudi Garcia terminent seconds de la phase de poules de la Ligue Europa derrière les Autrichiens du FC Salzbourg et se qualifient par conséquent pour les seizièmes de finale. Les Marseillais battent les Portugais du SC Braga en seizièmes de finale, les Espagnols de l'Athletic Bilbao en huitièmes de finale, puis les Allemands du RB Leipzig en quarts de finale.